# Walery Sławek
Walery Jan Sławek, pseudonim „Gustaw”, „Soplica” (ur. 21 października?/2 listopada 1879 w Strutynce, zm. 3 kwietnia 1939 w Warszawie) – polski polityk okresu II Rzeczypospolitej, trzykrotny premier Polski, marszałek Sejmu Rzeczypospolitej Polskiej, wolnomularz, podpułkownik dyplomowany piechoty Wojska Polskiego.
Członek Polskiej Partii Socjalistycznej i Organizacji Bojowej PPS, jeden z najbliższych współpracowników Józefa Piłsudskiego, lider obozu sanacyjnego (tzw. grupy pułkowników), jeden z głównych twórców założeń konstytucji kwietniowej. Kawaler Orderu Orła Białego i Orderu Virtuti Militari.  Pod koniec życia zmarginalizowany wewnątrz sanacyjnego obozu rządowego, popełnił samobójstwo.

## Młodość
Urodzony 2 listopada 1879 w zubożałej rodzinie szlacheckiej herbu Prus we wsi Strutynka koło Niemirowa na Podolu. Był jednym z czwórki rodzeństwa (miał trzy siostry, dwie starsze od siebie, które jednak zmarły w młodym wieku na gruźlicę; młodsza, Emilia, dożyła pełnoletności i wyszła za mąż). Jego ojciec, Bolesław Sławek pracował w cukrowni należącej do Józefa Mikołaja Potockiego. Matką Walerego była Florentyna z Przybylskich. Sławkowie byli daleko spokrewnieni z rodziną Ignacego Paderewskiego.

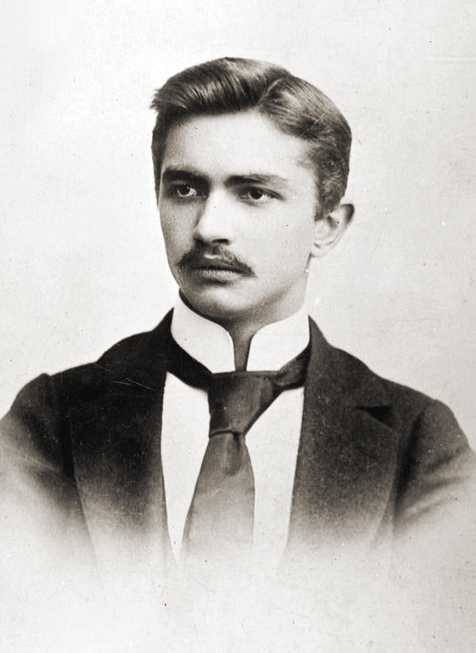
Walery Sławek 1905

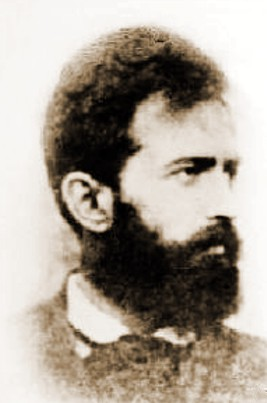
Walery Sławek ok. 1905

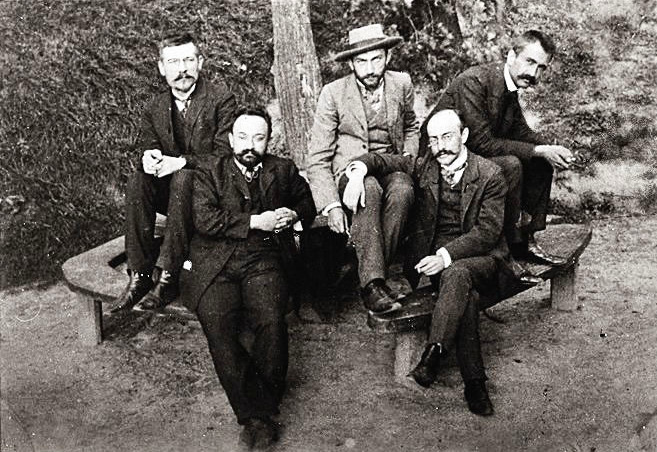
Działacze PPS przed 1905. Od lewej: Bolesław Czarkowski, Aleksander Sulkiewicz, Bolesław Jędrzejowski, Józef Kwiatek, Walery Sławek

Józef Piłsudski ze swoim sztabem w Kielcach w 1914. Walery Sławek stoi trzeci od prawej

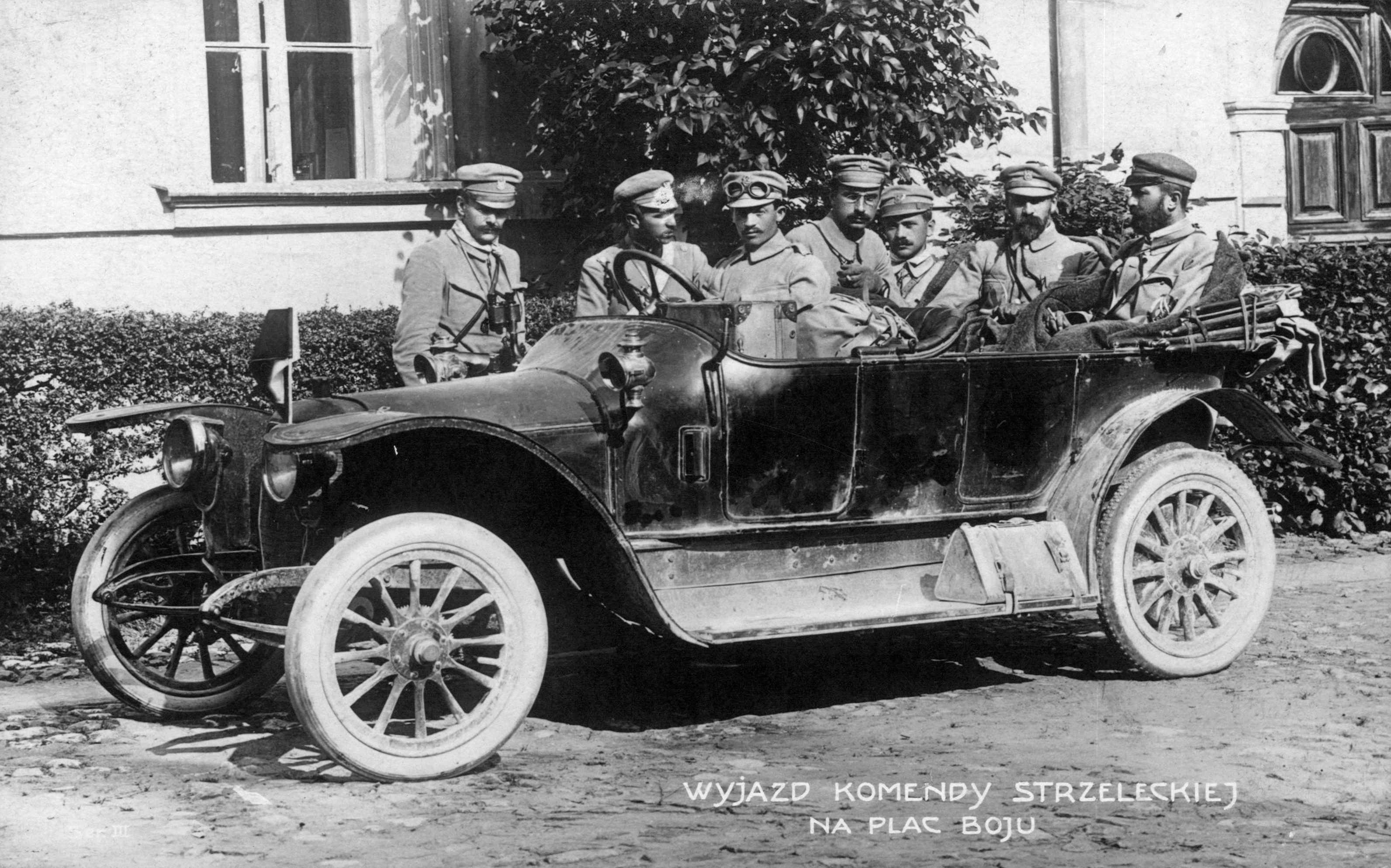
Sztab oddziałów strzeleckich w Kielcach. Od lewej: Michał Sokolnicki, Władysław Belina-Prażmowski, szofer, Kazimierz Sosnkowski, Mieczysław Ryś-Trojanowski, Józef Piłsudski, Walery Sławek

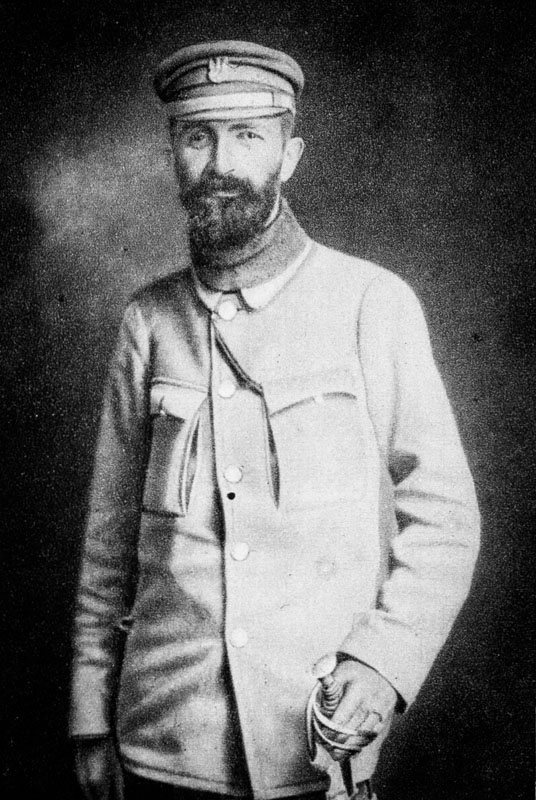
Walery Sławek w 1915

## Działalność niepodległościowa
W Łodzi organizował struktury partyjne, zajmował się kolportażem „bibuły”. Pracował w Towarzystwie Ubezpieczeniowym, a później w Banku Handlowym. W maju 1901 wrócił do Warszawy i został zwierzchnikiem tamtejszej komórki PPS. Podróżował wówczas m.in. do Petersburga, nawiązując kontakty z organizacjami partii w innych miastach. W 1902 w Wilnie poznał Józefa Piłsudskiego i Aleksandra Prystora. Zaprzyjaźnił się z nimi i w krótkim czasie stał się jednym z ich najbliższych współpracowników. W czerwcu tego samego roku na VI Zjeździe PPS został wybrany na szefa partii w pięciu wydzielonych okręgach, znajdujących się w guberni piotrkowskiej i kieleckiej. Proponowano nawet, aby został on zwierzchnikiem całej krajowej organizacji partyjnej, jako że większość znaczących działaczy znajdowała się poza granicami Kongresówki. Piłsudski sprzeciwił się jednak tej propozycji, twierdząc iż Sławek jest zbyt mało doświadczoną osobą, aby objąć to stanowisko.
Sławek poznał w tym czasie pasierbicę przyszłego marszałka, Wandę Juszkiewiczównę, w której zakochał się. Była ona miłością jego życia. Po przedwczesnej śmierci Wandy kilka lat później, nie związał się już z żadną kobietą.
6 marca 1903 r. został po raz pierwszy aresztowany przez władze carskie (doszło do tego na stacji kolejowej w Będzinie). W grypsie przesłanym z więzienia w Piotrkowie, stwierdzał:
Jestem w ulu w Piotrkowie – capnęli mnie w Będzinie na ulicy – 6-go marca – miałem na brzuchu skład bibuły, dużo notatek. Wsypał mnie Koszelski z Dąbrowy.
Po sześciu miesiącach (18 grudnia) udało mu się uciec, wykorzystując fakt, że został przeniesiony do więzienia o lżejszym rygorze w Sieradzu. Wkrótce potem, na polecenie Piłsudskiego rozpoczął tworzenie wewnątrzpartyjnej, tajnej organizacji bojowej. W 1904 był jednym z organizatorów manifestacji PPS na warszawskim Placu Grzybowskim, która odbyła się 13 listopada. Protestowano wówczas przeciwko poborowi do wojska rosyjskiego, w związku z wojną rosyjsko-japońską. Sławek dostarczył broń demonstrującym (pod przywództwem Bolesława Bergera), przez co pochód zakończył się krwawymi walkami z carską policją. Została ona ostrzelana przez ponad 60 bojowców PPS, przez co musiała się wycofać. Było to pierwsze wystąpienie zbrojne Polaków od czasu powstania styczniowego.

### Działalność w kierownictwie PPS
W 1905 r., podczas VII Zjazdu PPS, został członkiem Centralnego Komitetu Robotniczego PPS, osobą najmłodszą w kierownictwie partii (gdy wszedł do CKR, miał jedynie 23 lata). Zasiadał w CKR razem z Piłsudskim, Adamem Bujno, Janem Rutkiewiczem, Feliksem Perlem, Witoldem Jodko-Narkiewiczem i Feliksem Sachsem. Do zakresu jego obowiązków należała koordynacja działalności komórek PPS w Zagłębiu Dąbrowskim i wspomnianych już guberniach piotrkowskiej i kieleckiej. Paradoksalnie, Sławek nigdy nie uważał się za socjalistę. Partia była dla niego jedynie ugrupowaniem, które miało doprowadzić do odzyskania przez Polskę niepodległości:
Jak wielu przedstawicieli, wywodzących się z drobnej szlachty, inteligencji kresowej, zaczynał Sławek od emocjonalnego zaangażowania antyrosyjskiego. Etos, nawet mit, powstańczy skłaniał go w sposób naturalny ku ruchowi proponującemu czynną walkę z zaborcą. Takim ruchem był zaś w owym czasie jedynie kierunek socjalistyczny. (…) Podobnie jak Piłsudski, jak wielu innych ówczesnych socjalistów, Sławek zrozumiał, że klasa robotnicza, jako najbardziej mobilna grupa społeczna, jest siłą zdolną do przeprowadzenia radykalnych zmian politycznych, w tym do walki o niepodległość. (…) W sensie doktrynalnym socjalistą Sławek nigdy nie był; pisma Marksa, nie mówiąc o innych teoretykach, znał raczej ze słyszenia niż z lektury.
W CKR zasiadał do połowy czerwca 1905, rezygnując wówczas z udziału w pracach organu.
W czasie rewolucji w 1905 r. należał do grupy czołowych konspiratorów Organizacji Bojowej PPS, był uczestnikiem i organizatorem licznych akcji bojowych i terrorystycznych. Grupa Sławka pierwszego napadu dokonała na kasę w Sokołowie – do miasta przybyło jednak wojsko tuż przed samą akcją. W sierpniu 1905 wszedł ponownie w skład Centralnej Rady Robotniczej PPS. 10 września został aresztowany i osadzony w Pawilonie X Cytadeli Warszawskiej. Władze carskie nie miały mocnych dowodów na jego działalność konspiracyjną, ale pomimo tego planowały zesłać go na Syberię.
19 października car wydał jednak dekret o amnestii, dzięki któremu 4 listopada Sławek znalazł się na wolności, gdzie kontynuował tworzenie planów kolejnych akcji terrorystycznych. Podczas jednej z nich – zamachu na pociąg pancerny niedaleko Milanówka – 9 czerwca 1906 przydarzył się wypadek, w wyniku którego Sławek odniósł ciężkie obrażenia. Eksplodowała mu w dłoniach bomba karbonitowa. Wybuch poważnie poranił go w głowę i klatkę piersiową. Utracił prawe oko i ogłuchł na prawe ucho, w prawej ręce stracił trzy, a w lewej – dwa środkowe palce. Do końca życia nosił brodę, by ukryć blizny na twarzy. Napad na pociąg nie doszedł do skutku, a rannego przewieziono do szpitala Dzieciątka Jezus w Warszawie, gdzie przeszedł osiem operacji. Jednocześnie został aresztowany przez carską policję. Wytoczono mu proces, w którym jednak został uniewinniony. Sąd uznał, że Sławek chciał dokonać zamachu, ale swojego zamiaru nie zrealizował. Polecono mu jednak opuścić kraj. Trafił do Galicji.

### Rozłam w PPS
Po rozłamie wewnątrz PPS we wrześniu 1906 znalazł się wraz z Piłsudskim w PPS – Frakcji Rewolucyjnej. Tam na jego polecenie zajmował się m.in. organizacją struktur Związku Walki Czynnej.
W Krakowie przeszedł dwie kolejne operacje, które poprawiły stan jego zdrowia. Pomimo tego przeżywał załamanie psychiczne, związane z nabytym kalectwem i śmiercią Wandy Juszkiewiczówny. Z tego powodu został skierowany przez Piłsudskiego do pracy nie wymagającej kontaktu z ludźmi – zajmował się finansami partii, został sekretarzem Polskiego Skarbu Wojskowego. Po kwietniu 1908 wyjechał do Paryża, gdzie m.in. udało mu się uzyskać od Ksawerego Praussa listę agentów Ochrany działających w PPS (wśród nich znalazł się m.in. Stanisław Brzozowski). Początkiem procesu wychodzenia z depresji był udział Sławka w akcji pod Bezdanami 28 września 1908 r., podczas której dokonano napadu na rosyjski pociąg pocztowy, przewożący pieniądze z Kongresówki do Sankt Petersburga. Podczas pierwszej, nieudanej próby ataku, Sławek dowodził grupą, która miała opanować stację i przeciąć łączność. Po tej akcji powrócił do czynnego życia politycznego.
1 czerwca 1909, za działalność w Związku Walki Czynnej został aresztowany przez Austriaków. Z więzienia wyszedł po dwóch tygodniach, pomocy udzielił mu wówczas austriacki wywiad (HK-Stelle), któremu informacje wywiadowcze na temat Rosji przekazywał Piłsudski. Gustaw Iszkowski wciągnął Sławka na listę konfidentów HK-Stelle we Lwowie, ale poza kartoteką główną, na zasadzie kontaktu specjalnego. Wkrótce potem oskarżono Sławka o otrucie w Rzymie prowokatora Ochrany, Edmunda Taranowicza. Rosjanie zażądali nawet ekstradycji domniemanego mordercy. Zarzuty te nie zostały potwierdzone, zamachowcami okazali się Kazimierz Pużak i Henryk Minkiewicz.
25 sierpnia 1912 powołano Polski Skarb Wojskowy, którego prezesem został Bolesław Limanowski, a sekretarzem – Walery Sławek. Pełnił on faktyczne kierownictwo prac PSW. Wszedł on również w skład Komisji Skonfederowanych Stronnictw Niepodległościowych.

### I wojna światowa
Pomagał Piłsudskiemu w tworzeniu i przygotowaniu do działań zbrojnych oddziałów paramilitarnych, zaś po wybuchu I wojny światowej i powstaniu Legionów Polskich – był oficerem I Brygady i jednym z najbliższych współpracowników późniejszego Naczelnika Państwa.
Po wymarszu Pierwszej Kompanii Kadrowej do Kongresówki pozostał jednak w Krakowie, zajmując się organizowaniem zaopatrzenia dla polskich oddziałów. Od 1914 roku ponownie wchodził w skład CKR (po kilkuletniej przerwie).
Oddelegowany następnie przez Piłsudskiego do tworzenia Polskiej Organizacji Wojskowej w ramach konspiracji niepodległościowej na terenie Królestwa Kongresowego. Udał się do Warszawy, gdzie przygotowywał struktury POW do wkroczenia tam wojsk niemieckich. Członek Centralnego Komitetu Narodowego w Warszawie (II – V 1917). Działał tam również w komitecie redakcyjnym wydawnictwa Rząd i Wojsko (razem m.in. z Adamem Skwarczyńskim, Tadeuszem Święcickim i Hugonem Kaufmanem). W tym czasie tworzył także wewnętrzną konspirację w POW, organizację o nazwie Związek Wojskowy, który w 1915 r. przekształcił się w tzw. Organizację A, na czele której stał Konwent. Członkowie tych struktur werbowani byli na podstawie ich gotowości do słuchania rozkazów Piłsudskiego. Wchodzących w skład Konwentu nazywano „matadorami”, a samego Sławka – „naczelnym matadorem”. Ten ostatni był także referentem politycznym w Komendzie Naczelnej POW (formalnie podlegał Tadeuszowi Kasprzyckiemu, ale jego bliskie kontakty z Piłsudskim zapewniały mu faktycznie szeroką władzę). Po powstaniu w grudniu 1916 Tymczasowej Rady Stanu, został zatrudniony w Komisji Wojskowej.
Po kryzysie przysięgowym Sławek został aresztowany przez Niemców 13 lipca 1917 r., więziony był w Cytadeli warszawskiej, Szczypiornie i Modlinie. Zwolniono go 12 listopada 1918.

## Służba w Wojsku Polskim

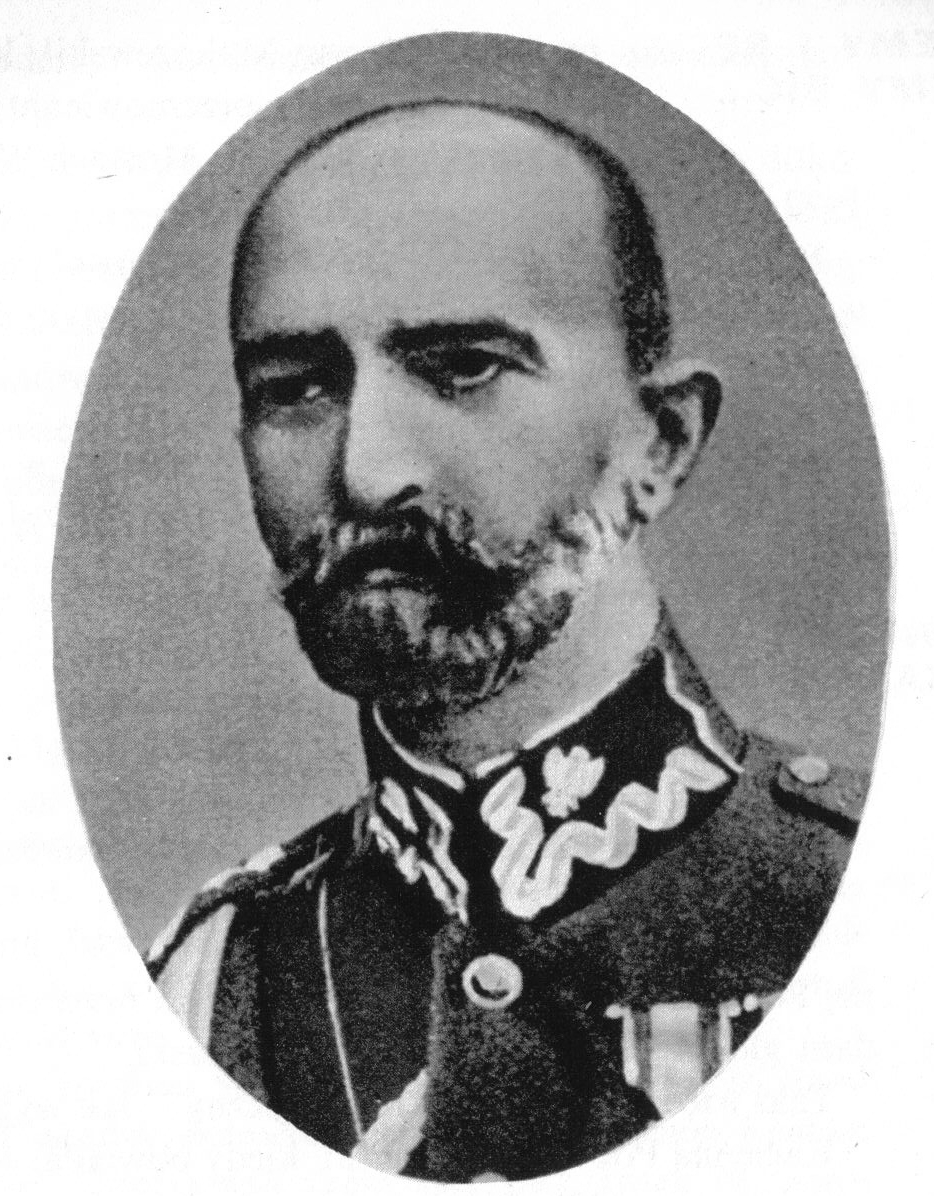
Walery Sławek w mundurze podpułkownika

Od 1 stycznia 1919 i w czasie wojny polsko-bolszewickiej był szefem Sekcji Spraw Politycznych Oddziału VI Informacyjnego (wywiad i kontrwywiad) Sztabu Generalnego WP. 6 kwietnia został mianowany przez Piłsudskiego szefem biura detaszowania Oddziału II Naczelnego Dowództwa. Nieco później, od maja 1919, zajmował stanowisko dowódcy II Oddziału Frontu Litewsko-Białoruskiego. Podczas trwającego konfliktu próbował porozumieć się z litewskim generałem Silvestrasem Žukauskasem, który miał doprowadzić do przejęcia na Litwie władzy przez rząd propolski i rozpoczęcia wspólnej polsko-litewskiej akcji skierowanej przeciwko Rosji Sowieckiej. Była to próba realizowania koncepcji federacyjnych Józefa Piłsudskiego, którą to Sławek podjął we współpracy m.in. z Leonem Wasilewskim i Marianem Kościałkowskim. Działania te nie odniosły jednak sukcesu. W listopadzie przebywał w Rewlu, gdzie brał udział w negocjacjach z przedstawicielami rządów estońskiego i łotewskiego.
W styczniu 1920 został skierowany na Ukrainę, gdzie współpracował z Antonim Mińkiewiczem, Komisarzem Generalnym Ziem Wołynia i Frontu Podolskiego. Później, już w stopniu majora (awans na ten stopień nastąpił 22 kwietnia 1920), reprezentował II Oddział Frontu Południowego przy sztabie atamana Semena Petlury. W imieniu Piłsudskiego, wraz z Wacławem Jędrzejewiczem, podpisał konwencję wojskową do traktatu sojuszniczego zawartego z Ukraińską Republiką Ludową. 25 maja Sławek został szefem sztabu Dowództwa Etapów na Ukrainie. W tym czasie został zweryfikowany w stopniu podpułkownika ze starszeństwem z 1 czerwca 1919. Po rozwiązaniu Dowództwa Etapów, znalazł się w Polskiej Ekspozyturze Wojskowej przy Rządzie Ukraińskiej Republiki Ludowej, która znalazła się we Lwowie. Otrzymał od Piłsudskiego rozkaz tworzenia ochotniczych oddziałów polsko-ukraińskich, ale przedsięwzięcie to zakończyło się niepowodzeniem.
W latach 1922–1923 był słuchaczem Kursu Doszkolenia w Wyższej Szkole Wojennej w Warszawie. Z dniem 15 października 1923, po ukończeniu kursu i uzyskaniu tytułu naukowego oficera Sztabu Generalnego, przydzielony został do Dowództwa Okręgu Korpusu Nr IV w Łodzi na stanowisko zastępcy szefa Sztabu. Pozostawał wówczas oficerem nadetatowym 43 pułku piechoty w Równem. Najprawdopodobniej w tym okresie Sławek wstąpił do masonerii (być może na rozkaz Piłsudskiego).
Dekretem Prezydenta RP z 29 listopada 1923 przeniesiony został, na własną prośbę, z dniem 31 grudnia tego samego roku do Korpusu Oficerów Rezerwowych. 30 czerwca 1924 Sławek został prezesem Związku Legionistów Polskich, wraz z Adamem Skwarczyńskim objął także kierownictwo działu politycznego w Zarządzie Głównym ZLP. Rozpoczął wówczas proces przeistaczania Związku w organizację piłsudczykowską. Również w 1924 był współtwórcą Konfederacji Ludzi Pracy, organizacji politycznej, która nie odegrała jednak większej roli.
W tym okresie założył także Instytut Badania Najnowszej Historii Polski.
Pomimo bliskich stosunków z Piłsudskim, przewrót majowy w 1926 był dla Sławka zaskoczeniem. Do działań włączył się dopiero 12 maja 1926 r., o godzinie 10 rano. Przebywał w najbliższym otoczeniu Piłsudskiego w czasie zamachu, ale nie brał udziału w akcjach wojskowych. Po przejęciu władzy przez tego ostatniego, powrócił do czynnej służby. Przyjęty tryb postępowania w sprawie przywrócenia ppłk SG Walerego Sławka do służby czynnej budzi wątpliwości, co do zgodności z obowiązującymi wówczas przepisami. 24 sierpnia 1927 unieważniony został dekret z dnia 29 listopada 1923, w części dotyczącej przeniesienia wymienionego oficera do rezerwy, a 10 września tego samego roku, w Dzienniku Personalnym MSWojsk. Nr 23 ogłoszono, że:
- z dniem 31 grudnia 1923 przeniesiony został w stan nieczynny na przeciąg 36 miesięcy, bez prawa do poborów;
- z dniem 1 stycznia 1927 powołany został ze stanu nieczynnego, przeniesiony do kadry oficerów piechoty i przydzielony do Generalnego Inspektoratu Sił Zbrojnych na stanowisko III oficera do zleceń z równoczesnym przeniesieniem służbowym do Prezydium Rady Ministrów[18]. Niewątpliwie, podjęte działania, umożliwiły Waleremu Sławkowi zaliczenie okresu trzech lat do wysługi emerytalnej.

Z dniem 31 marca 1928 ponownie przeniesiony został w stan spoczynku. W 1934, w stopniu podpułkownika dyplomowanego w stanie spoczynku, pozostawał na ewidencji Powiatowej Komendy Uzupełnień Warszawa Miasto III z przydziałem do Oficerskiej Kadry Okręgowej Nr I.

## Działalność polityczna i państwowa

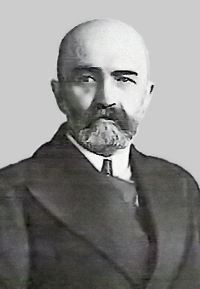
Walery Sławek

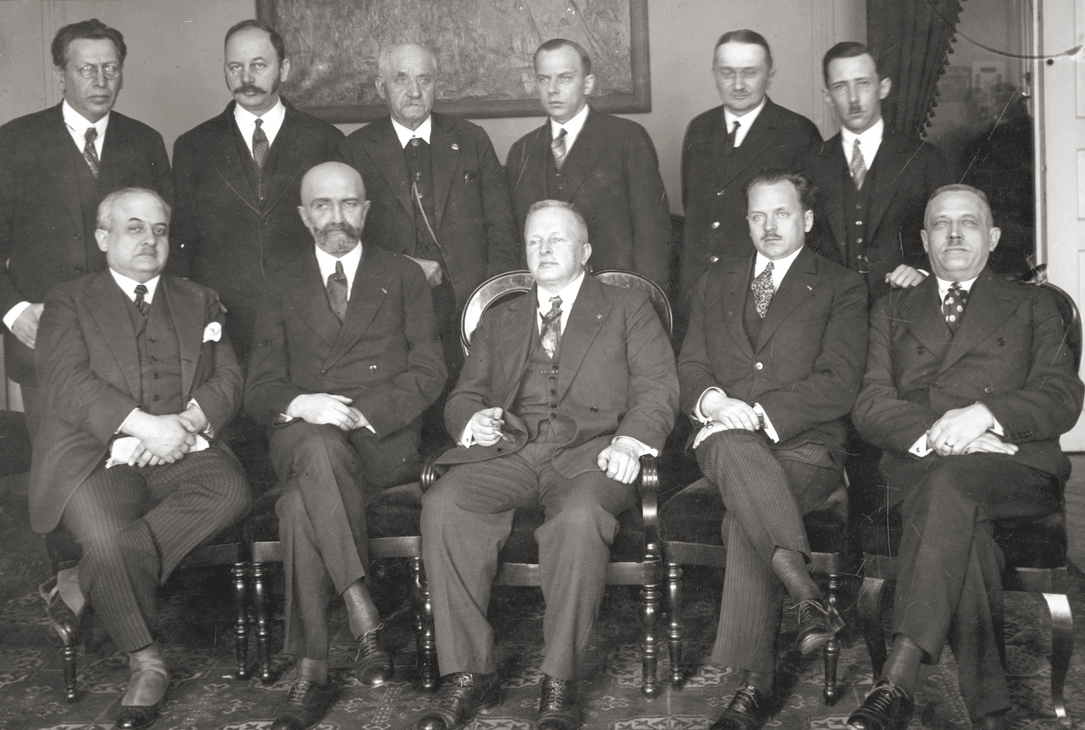
Prezydium BBWR z wizytą u marszałka Senatu Juliana Szymańskiego w 1929 Sławek siedzi drugi od lewej

Zaraz po przewrocie majowym, o którym nie został zawczasu poinformowany, został oddelegowany przez Piłsudskiego do działalności mającej na celu pozyskanie kręgów konserwatywnych i ziemiańskich dla obozu piłsudczykowskiego. Odbył szereg spotkań z przedstawicielami tych środowisk na zamku Tarnowskich w Dzikowie (dziś dzielnica Tarnobrzega). Piłsudski zadecydował również o poleceniu Sławkowi przeprowadzenia rozmów m.in. z Jerzym Drobnikiem i Janem Zdzitowieckim, w efekcie których powstał prosanacyjny Związek Młodych Narodowców. Później sprawował funkcję szefa gabinetu politycznego prezesa Rady Ministrów.
Sławek wszedł w skład Gabinetu Prezesa Rady Ministrów, organu dzięki któremu Piłsudski mógł nieoficjalnie kontrolować poczynania poszczególnych ministrów w rządzie, ponieważ w składzie tej instytucji znajdowali się niemal wyłącznie zaufani ludzie marszałka. Jesienią 1927 powstała także nieformalna i tajna „Rada Pułkowników”. Na jej czele stanął Walery Sławek. Spotkania członków tej organizacji odbywały się w jego ówczesnym warszawskim mieszkaniu, znajdującym się na rogu ulic Chopina i Alei Ujazdowskich. W tym okresie jego poglądy polityczne przechodziły swoistą metamorfozę:
W rzadkich zachowanych z tego okresu wypowiedziach Sławka przebija jednak przekonanie o nadrzędnej roli państwa, apologia pracy społecznej na szczeblach podstawowych oraz niechęć do partii politycznych, połączona z przekonaniem o konieczności objęcia przez Piłsudskiego kierownictwa życia państwowego. Po spełnieniu tego naczelnego postulatu, myśl polityczna Sławka ewoluowała dalej w kierunku konserwatywnym, aż po ogólnikowe deklaracje monarchistyczne.
Jednocześnie stopniowo wycofywał się z działalności w masonerii. Ostatecznie został z niej wykluczony przez Wielkiego Mistrza, Andrzeja Struga, za postawę niegodną wolnomularza.
W czasie przygotowań do wyborów w 1928 wystąpił z koncepcją utworzenia prorządowego ugrupowania nazwanego potem Bezpartyjnym Blokiem Współpracy z Rządem (BBWR), którego został prezesem, zaś po zwycięstwie w wyborach (BBWR i ugrupowania go wspierające zapewniły sobie 130 mandatów w Sejmie) – głównym ideologiem Bloku i sfer rządzących. W tym czasie był najbliższym współpracownikiem Piłsudskiego (który nazywał go Wiernym Walerym):
Sławek nie potrafił dobrze pisać i był przeciętnym mówcą, ale cieszył się powszechnym szacunkiem jako człowiek uczciwy i prawy, w stopniu graniczącym z naiwnością. Piłsudski podziwiał jego skuteczność w działaniu, dlatego wkrótce po wojnie mianował go osobistym asystentem do spraw politycznych. Nawet wśród pracowników znanych z lojalności Sławek wyróżniał się fanatycznym oddaniem dla Marszałka. Istniał dzięki Piłsudskiemu i pełnił dla niego różne konieczne funkcje. Marszałek nigdy nie zniżyłby się do prośby o poparcie ani nie wziął na siebie osobistych zobowiązań, prosząc o głos. Oczywiście ktoś musiał go w tym zastępować – osobą tą był Sławek. Wszyscy, z którymi rozmawiał na tematy polityczne, wiedzieli, że utrzymuje bardzo bliski kontakt z Marszałkiem. Rozmowa ze Sławkiem była uważana za praktyczny równoważnik dyskusji z Piłsudskim .
Na pierwszym posiedzeniu klubu parlamentarnego BBWR, Sławek został wybrany jego prezesem. W trakcie kadencji Sejmu wybranego w wyniku wyborów w 1928 zarysował się konflikt pomiędzy Blokiem, na czele którego stała tzw. grupa pułkowników pod przywództwem Sławka, a liberalnymi zwolennikami sanacji, skupionymi wokół premiera Kazimierza Bartla.
W listopadzie 1928, podczas jednego z posiedzeń Sejmu poseł PPS Zygmunt Marek wygłosił przemówienie, w którym wyraził nadzieję, iż jeden z wywiadów Piłsudskiego dla prasy jest łabędzim śpiewem obecnego rządu. Z mównicy sejmowej odpowiedział mu Sławek, stwierdzając: Cały ustęp przemówienia pana posła Marka, dotyczący łabędziego śpiewu poprzedniego rządu, uważam za bezczelne łajdactwo. Klub parlamentarny PPS poparł stanowisko Marka, czym Sławek poczuł się tak dotknięty, że zażądał od przewodniczącego Związku Parlamentarnego Socjalistów Polskich, Mieczysława Niedziałkowskiego, satysfakcji honorowej, wyzywając go na pojedynek. Ten ostatni jednak odmówił mu tego, jako że socjaliści nie uznawali pojedynkowania się za właściwy sposób rozwiązywania sporów. Na skutek całego wydarzenia poseł Zygmunt Marek doznał ataku apoplektycznego i zmarł. Sławek został uznany przez prasę opozycyjną za osobę ponoszącą moralną odpowiedzialność za jego śmierć.
W grudniu 1928 został członkiem Głównej Komisji dla Odznaczeń za Pracę Niepodległościową Udzielonych w 10 Rocznicę Powstania Państwa Polskiego. 7 listopada 1930 na pierwszym posiedzeniu komisji wybrany został zastępcą przewodniczącego Komitetu Krzyża i Medali Niepodległości, a po śmierci Józefa Piłsudskiego – przewodniczącym (wybrany 15 marca 1937). Był jedną z pierwszych dziesięciu osób odznaczonych przez prezydenta RP Krzyżem Niepodległości z Mieczami.

### Pierwszy rząd W. Sławka

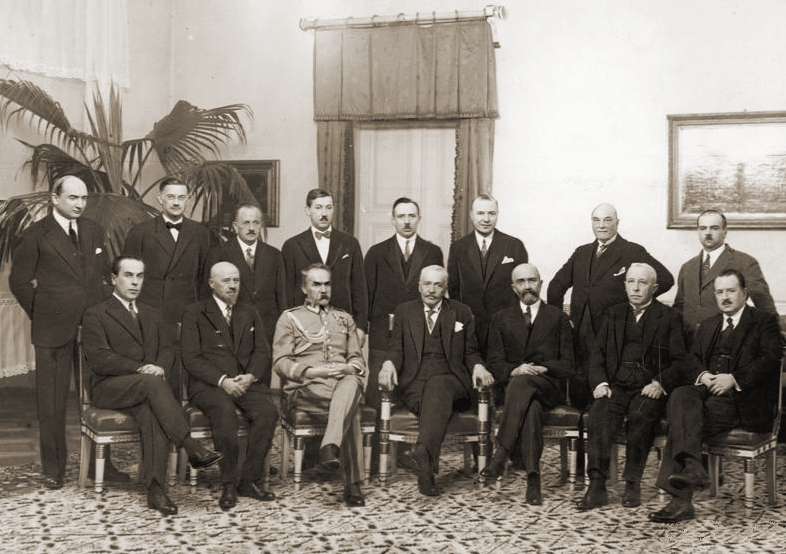
Pierwszy rząd Walerego Sławka – premier siedzi piąty od lewej

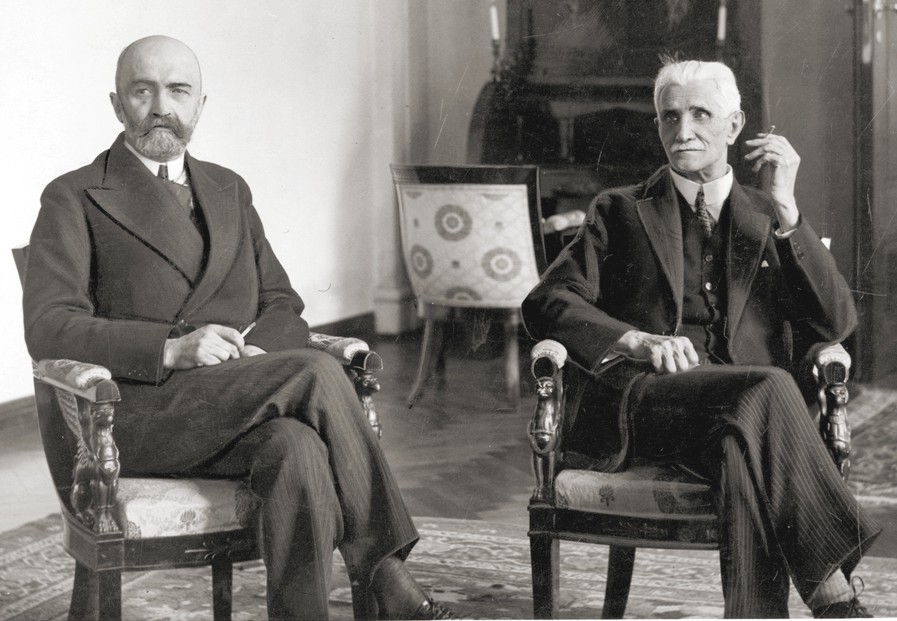
Premier Walery Sławek w rozmowie z marszałkiem Sejmu Ignacym Daszyńskim 1930

Po dymisji rządu Bartla, zgodnie z wolą Piłsudskiego, 29 marca 1930 Sławek został po raz pierwszy szefem gabinetu, kontynuując tzw. rządy pułkowników. Jego rząd miał skład niemal identyczny jak gabinet Bartla – były tylko dwie zmiany: ministrem rolnictwa został Leon Janta-Połczyński, a resort sprawiedliwości przejął Stanisław Car. Nieco później, 3 czerwca, Felicjan Sławoj Składkowski został ministrem spraw wewnętrznych.
Nominacja Walerego Sławka na premiera została odebrana przez Sejm, z którym Piłsudski był od dawna ostro skonfliktowany jako rzucenie izbie wyzwania. Nowy szef gabinetu był znany ze swego oddania marszałkowi i (w przeciwieństwie do Bartla) postrzegany jako bezkompromisowy zwolennik rządów silnej ręki. Swoje poglądy na temat przeciwników politycznych wyraził m.in. w liście do Wiktorii Weissowej z dnia 28 lipca 1927, pisząc:
Do posad i kariery nie pchamy się, ale nie puścimy i tych, których karabinami trzeba było od rządów w Polsce odpędzać. Niech zrozumieją, że muszą iść na śmietnik.
Stosunki pomiędzy gabinetem a parlamentem stopniowo zaogniały się – Centrolew zebrał 149 podpisów posłów, pragnąc zwołania nadzwyczajnej sesji Sejmu, ale prezydent Ignacy Mościcki odroczył obrady izby. W czerwcu 1930 odbyła się w Krakowie masowa demonstracja antyrządowa – Kongres Obrony Prawa i Wolności Ludu. Obóz sanacyjny był zaskoczony jego wielkością i determinacją uczestników protestów. Przewidywano lewicowy zamach stanu. Wobec tego, 23 sierpnia Sławek złożył dymisję swojego rządu, motywując ją przemęczeniem i niemożnością pogodzenia obowiązków premiera i prezesa BBWR. Jego miejsce zajął sam Piłsudski. Prezydent rozwiązał Sejm i Senat, rozpisano nowe wybory. Aresztowano wielu opozycyjnych parlamentarzystów – rząd uznał, że po rozwiązaniu obu izb immunitet im nie przysługuje.

### Drugi rząd W. Sławka

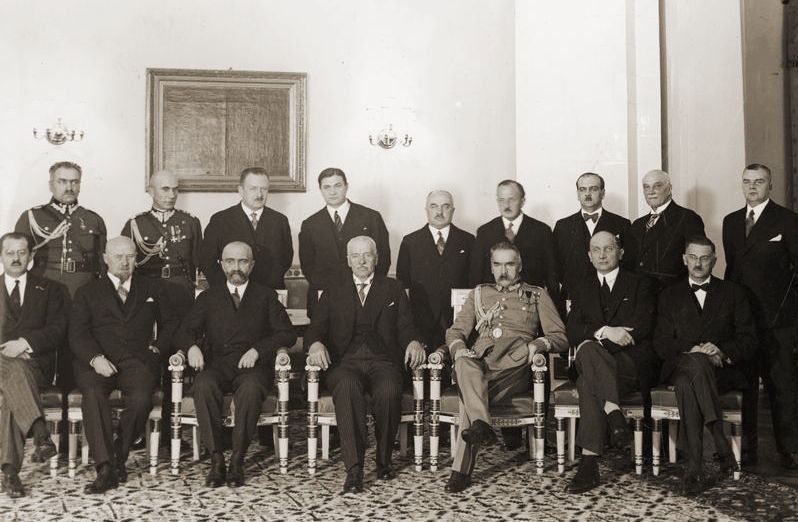
Drugi rząd Walerego Sławka – premier siedzi trzeci od lewej

Po wyborach zwanych brzeskimi, 4 grudnia 1930 powrócił na fotel premiera. W tym czasie, z racji trzymiesięcznego pobytu wypoczynkowego Marszałka Piłsudskiego na Maderze – Sławek faktycznie kierował sprawami państwa. W tym czasie musiał zmierzyć się m.in. ze zdecydowanie pogarszającą się sytuacją gospodarczą kraju, atakami opozycji związanymi ze „sprawą brzeską” i innymi nadużyciami wysoko postawionych piłsudczyków, a także z wzmożoną aktywnością Ukraińskiej Organizacji Wojskowej. Działalność terrorystyczna tej ostatniej doprowadziła nawet do akcji pacyfikacyjnej, przeprowadzonej jesienią 1930.
Jako lider BBWR i szef rządu, nakazywał posłom Bloku nie podejmowanie dialogu z opozycją parlamentarną. Radził, aby
stosowali taktykę ignorowania opozycji, niewchodzenia z nią w dyskusje, a tym samym demoralizowania przez wykazanie, iż jej argumenty nie mają żadnego znaczenia i wszystko dzieje się bez zwracania uwagi na jej poglądy .
Taka taktyka spowodowała, że przygotowane przez rząd ustawy niezwykle szybko przechodziły cały proces legislacyjny. W tym czasie uchwalono pozytywnie obecnie oceniane ustawy dotyczące oświaty i reformy samorządu terytorialnego. Wprowadzono jednak przepisy umożliwiające prowadzenie represji wobec osób i ugrupowań opozycyjnych wobec sanacji (wprowadzono m.in. konieczność uzyskania administracji na zorganizowanie demonstracji, możliwość poboru kolejarzy do wojska w przypadku ogłoszenia przez nich strajku w okresie „zagrożenia państwa”, minister edukacji mógł także przenieść na emeryturę profesora wyrażającego swoje antyrządowe poglądy). W tym czasie ostatecznie zamknięto także sprawę byłego ministra finansów Gabriela Czechowicza, oskarżonego o przekroczenie budżetu 1927/1928 – Sejm uchwalił, że wydanie przez niego pieniędzy odbyło się zgodnie z prawem. Podobnie było z żądaniem opozycji, aby sejmowa komisja śledcza zajęła się aresztowaniami polityków w połowie 1930 r. Sławek zdawał sobie sprawę z tego, że niedopuszczenie do debaty nad tym wnioskiem będzie oznaczało pośrednie przyznanie się przez gabinet do winy. Premier zezwolił na to, aby Sejm przedyskutował tę sprawę w nocy 26 stycznia 1931, w godzinach od 0:00 do 4:20. Na koniec debaty Sławek odczytał oświadczenie, w którym stwierdził, że nie doszło do żadnych brutalnych aktów przemocy ze strony rządu. Posłowie BBWR zagłosowali za przyjęciem tego oświadczenia, co pozwoliło Sejmowi przyjąć dokument i zakończyć sprawę . Tego samego dnia na obradach izby stanęła sprawa poruszona przez posłów endeckich, którzy pragnęli dowiedzieć się od rządu, jakie jest jego stanowisko w sprawie znęcania się i upokarzania polityków opozycyjnych, zaaresztowanych przed wyborami brzeskimi przez władze sanacyjne. Premier Sławek oświadczył wówczas:
Czynicie teraz wielki harmider o Brześć. Dlaczego aresztowani wasi ludzie zostali osadzeni z pominięciem jakoby przepisów proceduralnych w Brześciu? Dlatego żebyście nie mieli pokusy wysyłania waszej bojówki na odbijanie więźniów (…). W Brześciu był regulamin więzienny ciężki. Lecz ci co za Polskę, nie przeciw niej, walczyli, przechodzili przez więzienia znacznie cięższe (…). Pragnę pod jednym względem opinię uspokoić. Zbadałem sprawę i stwierdzam, że sadyzmu i znęcania nie było, lecz i tam, jak w każdym więzieniu, posłuch musiał być w razie oporu wymuszany siłą.
Sławek skłamał, ponieważ był doskonale poinformowany o tym, jak brutalnie traktowano więźniów politycznych aresztowanych przed wyborami w 1930. Jednak przyznanie się rządu do tego naruszenia prawa oznaczałoby utratę wiarygodności całego obozu sanacyjnego, jako tego, który pragnie odnowy moralnej.
W kierownictwie sanacyjnym krążyły pogłoski, że Piłsudski nie jest jednak zadowolony z działania rządu Sławka. Nie potwierdzały tego rozmowy, jakie marszałek przeprowadził z samym premierem, jak i m.in. Kazimierzem Świtalskim po powrocie z Madery. Pomimo tego, Sławek złożył dymisję 26 maja 1931. Zastąpił go na stanowisku Aleksander Prystor.

### Udział w pracach konstytucyjnych

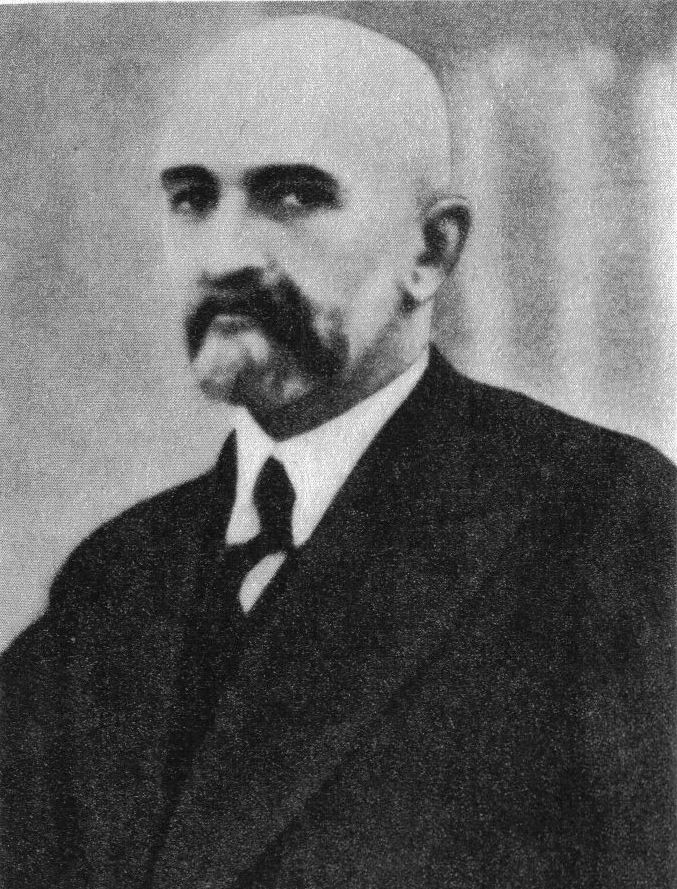
Walery Sławek w 1926

W kwietniu 1929 podał się do dymisji Bartel. Na czele rządu stanął Kazimierz Świtalski, który był zwolennikiem ostrego kursu wobec opozycji. Piłsudski w wywiadach niezwykle ostro krytykował parlament i obowiązującą konstytucję. BBWR wzmógł kampanię w sprawie zmiany konstytucji. Grożono nowym zamachem stanu. 16 czerwca 1929 na zjeździe BBWR w Łodzi Sławek mówił:
Chcielibyśmy doprowadzić do uchwalenia nowej Konstytucji bez uciekania się do gwałtów i bez zamachu stanu. Chcielibyśmy, by nacisk społeczeństwa na posłów był zdecydowany i silny. Zdrowiej czasem połamać kości jednemu posłowi niż doprowadzić do konieczności użycia karabinów maszynowych. Konstytucja będzie zmieniona.
W lutym 1931 sanacja zgłosiła nowy projekt ustawy zasadniczej, niebędący już tylko poprawkami do konstytucji marcowej. Następnie przegłosowano jego przekazanie pod prace w Komisji Konstytucyjnej. Tam na 30 członków, 18 było członkami BBWR. Na znak sprzeciwu wobec takich proporcji, członkowie opozycyjni odmówili pracy – Komisja obradowała tylko w składzie sanacyjnym. 17 marca 1931 Komisja rozpoczęła swoje prace – projekt przedstawił Stanisław Car, znany m.in. z wykorzystywania precedensów konstytucyjnych dla „naginania” przepisów konstytucji marcowej i przeprowadzania „czystek” w resorcie sprawiedliwości. Nad formą nowej ustawy zasadniczej pracowało także tzw. „Zgromadzenie Lokatorów” – zespół nieformalny, złożony z aktualnego premiera i jego poprzedników, czyli: Sławka, Prystora, Świtalskiego i Janusza Jędrzejewicza (brakowało tylko Bartla). Faktycznymi autorami tez konstytucyjnych byli: Car, Bohdan Podoski i Sławek.
Sławek był głównym ideologiem propozycji ustrojowych wprowadzonych do konstytucji kwietniowej w 1935. 6 sierpnia 1933, na Zjeździe Legionistów, przedstawił założenia nowej ustawy zasadniczej:
- aklasowa praca dla państwa,
- solidaryzm społeczny – państwo dobrem wszystkich jego obywateli,
- konieczne utworzenie jednak tzw. elity obywateli – zespołu osób, które ze względu na unikatowe umiejętności i zasługi w przeszłości, mają zwiększony wpływ na życie polityczne państwa. Sławek forsował ideę powołania tzw. Legionu Zasłużonych. Zgodnie z jego propozycją, Legion miał zająć miejsce Senatu i składać się z obywateli posiadających wysokie odznaczenia państwowe, cywilne i wojskowe. Pomysł ten zdecydowanie odrzucał Kazimierz Świtalski, który przekonał do swojej opinii również Piłsudskiego. Stwierdził on, że kryteria, na podstawie których miałoby się określać skład Legionu są mało konkretne[34].

Prace nad projektem zakończono jesienią 1933, następnie został on zaakceptowany na połączonym zebraniu senatorów i posłów należących do BBWR. Tuż przed otwarciem nowej sesji Sejmu Sławek polecił Carowi przygotowanie tzw. „tez konstytucyjnych”, będących odbiciem tekstu projektu nowej konstytucji. Miały one zostać stworzone do konsultacji, w celu przedstawienia ich niższej izbie parlamentu. Innym torem toczyły się natomiast dalsze prace nad projektem, o których wiedziała tylko wąska grupa zwolenników sanacji. W grudniu 1933 „tezy konstytucyjne” przedstawiono Komisji Konstytucyjnej. 26 stycznia 1934 na posiedzeniu Sejmu pojawiło się sprawozdanie komisji z toku prac nad wnioskiem BBWR-u w sprawie zmiany ustawy zasadniczej. Nikt nie wiedział, iż sprawozdanie to było tak naprawdę projektem nowej konstytucji. Kiedy Stanisław Car wystąpił z referatem na temat nowej ustawy zasadniczej, opozycja opuściła salę obrad na znak protestu. Posłowie antysanacyjni twierdzili, iż wybory były sfałszowane. Wówczas Car, po naradzie z marszałkiem Sejmu, zadecydował iż należy skorzystać z nieobecności opozycji i przegłosować projekt konstytucji w trybie nagłym, tak jak zwykłą ustawę. Takie postępowanie nie było jednak zgodne z prawem. Car zgłosił wniosek o uznanie tez konstytucyjnych za projekt konstytucji i zmianę tytułu na „Ustawę konstytucyjną”. Posłowie BBWR-u przegłosowali skrócenie procedury, a zaraz potem zadecydowali o przyjęciu pod głosowanie projektu w drugim, a następnie w trzecim czytaniu. Przyjęcie zostało przegłosowane. Kilka dni później Świtalski i Sławek spotkali się z Piłsudskim, aby zreferować mu postępy w pracach konstytucyjnych. Marszałek nie był zachwycony sposobem przegłosowania projektu, skrytykował też pomysł Sławka na utworzenie Legionu Zasłużonych, złożonego m.in. z kawalerów Virtuti Militari i Krzyża Niepodległości. Piłsudski polecił zwolnienie prac, nie chcąc zadrażniać sytuacji i umożliwić opozycji wprowadzenie kilku swoich poprawek w Senacie.
23 kwietnia 1935 r. nowa ustawa zasadnicza została podpisana przez prezydenta Ignacego Mościckiego i przez członków rządu. Dzień później, wraz z ogłoszeniem w „Dzienniku Ustaw”, konstytucja kwietniowa weszła w życie.

### Trzeci rząd W. Sławka

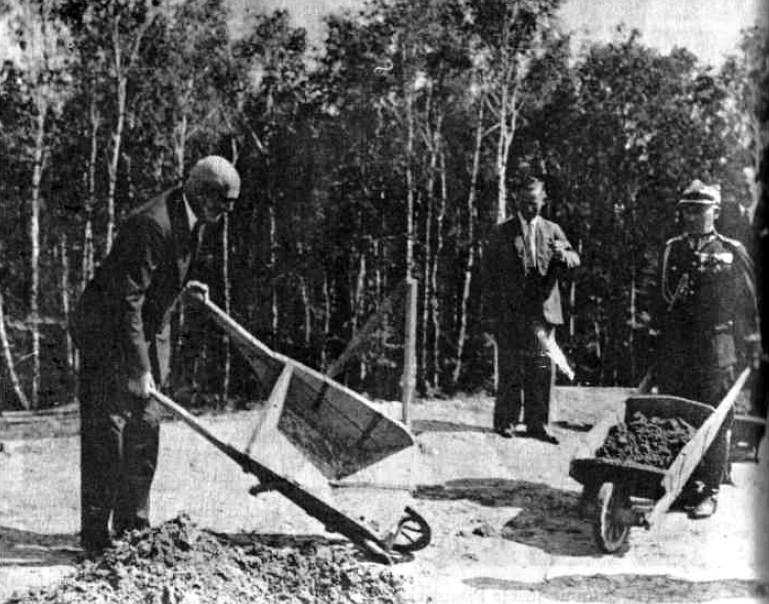
Sławek, Edward Śmigły-Rydz, i Józef Beck podczas sypania kopca na cześć Józefa Piłsudskiego, krakowski Sowiniec, listopad 1936

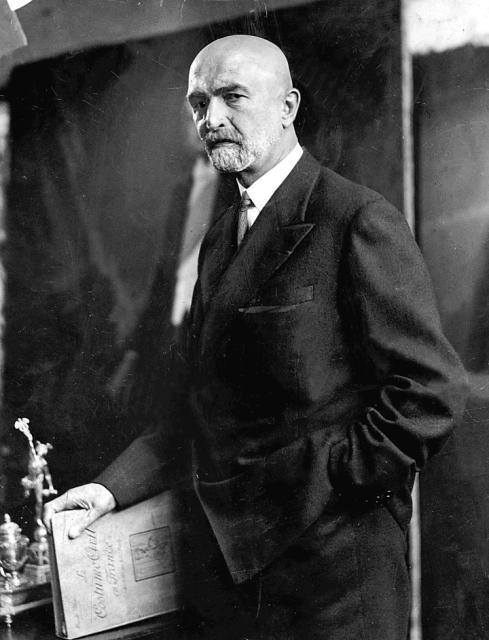
Walery Sławek

28 marca 1935 Sławek został po raz trzeci premierem. 13 lipca prezydent Ignacy Mościcki odznaczył go Orderem Orła Białego, za opracowanie i wprowadzenie w życie nowej konstytucji. Sławek przewidywany był przez Józefa Piłsudskiego na stanowisko prezydenta. Uważał, że zgodnie z wolą Marszałka, po jego śmierci, Mościcki powinien zrezygnować z urzędu głowy państwa i namaścić go na swego następcę. Tak się jednak nie stało – prezydent odpowiedział na żądanie Sławka, że Marszałek sugerował mu rezygnację jedynie wówczas, gdy poczuje się zmęczony pełnioną godnością. Następnie potajemnie zawarł nieformalne porozumienie z gen. Edwardem Rydzem-Śmigłym (z którym również walczył o schedę po Piłsudskim), którego celem było wykluczenie Sławka z obozu rządzącego. W wyniku tego układu, Sławek stopniowo tracił bezpośredni wpływ na bieżącą politykę. Jego rząd nie radził sobie z kryzysem gospodarczym, co zakończyło się złożeniem przez Sławka dymisji z funkcji szefa gabinetu 12 października 1935. Ponadto 30 tego samego miesiąca rozwiązał on BBWR. Na pożegnalnym spotkaniu posłów Bloku, powiedział:
Nie usiłujmy przekładać decyzji na autorytety, których byśmy poszukiwali poza ramami przez konstytucję określanymi, na autorytety, które mogłyby wejść w sprzeczność z organizacją państwa lub też z prawem w konstytucji zawartym. (…) Prawo, jako naczelny regulator, ma nami rządzić, a w ramach prawa ten, kogo prawo do tego wyznacza.
Działo się to po nieudanych dla obozu rządzącego wyborach parlamentarnych – elektorat w dużej części posłuchał wezwań opozycji, pragnącej bojkotu. Frekwencja wyniosła jedynie 45,9 proc. uprawnionych do głosowania (w Warszawie tylko 29,4 proc.). Obwiniono o to Sławka. Ten ostatni, kiedy okazało się, że Mościcki nie ma zamiaru złożenia urzędu, sprzeciwił się propozycjom kilku najbardziej znanych piłsudczyków, którzy chcieli otwarcie wezwać prezydenta do rezygnacji. Uznał to za niedopuszczalny nacisk na głowę państwa. W tej sytuacji postanowił obstawać przy przestrzeganiu postanowień konstytucji. Wkrótce potem prezydent Mościcki zaproponował mu funkcję premiera, ale pod warunkiem, że wicepremierem zostanie zaufany głowy państwa, Eugeniusz Kwiatkowski. Sławek nie wyraził na to zgody, wobec czego podobna propozycja została przedstawiona Kazimierzowi Świtalskiemu. Ten jednak również odmówił.
Szefem rządu został więc Marian Zyndram-Kościałkowski. O ówczesnej sytuacji Walerego Sławka pisał Andrzej Garlicki:
O porażce Sławka przesądziło i to, że nie potrafił porozumieć się z Rydzem-Śmigłym, który wprawdzie dopiero zdobywał przestrzeń polityczną, lecz posiadał już znaczny potencjał. Jego politycznym mentorem był wówczas Wojciech Stpiczyński, ambitny publicysta, wcześniej odsunięty przez „pułkowników” na boczny tor. Świetnie rozumiał, że pierwszym krokiem do zdobycia przez Rydza-Śmigłego pełni władzy jest eliminacja Sławka. Widział wszystkie jego słabości, wśród których niezdolność do podejmowania decyzji była chyba największą. Sprawny i lojalny wykonawca instrukcji Piłsudskiego po jego śmierci czynił wrażenie, jak określił to jeden z piłsudczyków, że w każdej trudniejszej sytuacji chce sięgnąć po telefon, aby zadzwonić do Marszałka. Przyczyny klęski Sławka były jednak głębsze, można powiedzieć ideologiczne. Otóż uważał on, że nikt nie jest w stanie zastąpić Piłsudskiego, bo nikt nie ma i mieć nie będzie jego moralnego autorytetu.
15 sierpnia 1935 posłowie i senatorowie z BBWR przekazali Waleremu Sławkowi zakupioną przez siebie willę we wsi Janowiczki, na terenie której została stoczona bitwa pod Racławicami (obecnie willa jest siedzibą miejscowych instytucji historyczno-kulturalnych). Jednocześnie premier otrzymał tytuł honorowego obywatela Racławic.

### Poza gabinetem

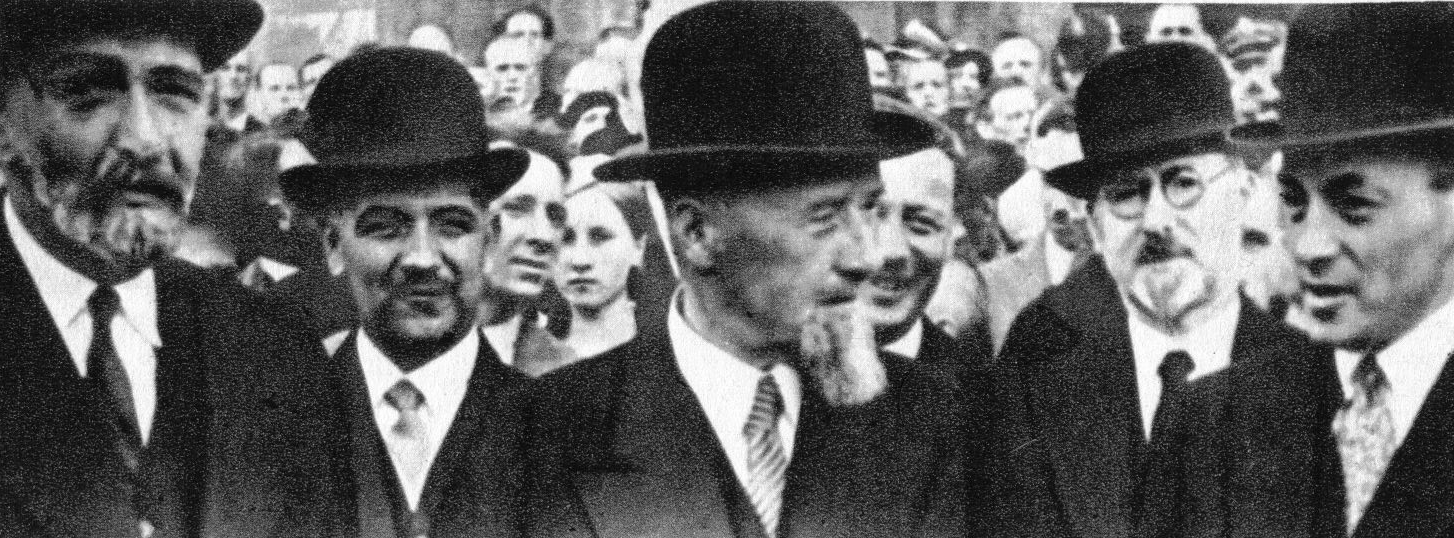
Walery Sławek, Roman Górecki, Aleksander Prystor, Jan Piłsudski i Janusz Jędrzejewicz

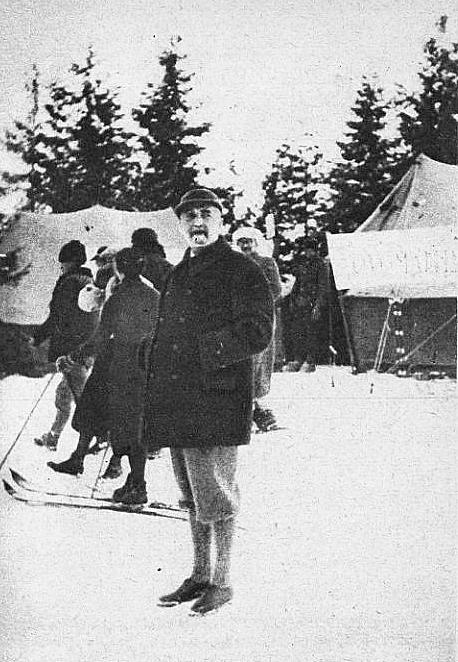
Walery Sławek na ostatnim publicznym zdjęciu podczas zawodów FIS w Zakopanem 1939

Sławek planował zastąpić rozwiązany BBWR strukturą o nazwie Powszechna Organizacja Społeczeństwa. Po rezygnacji ze stanowiska premiera był on jedynie szeregowym posłem, ale posiadał wciąż rozległe wpływy (m.in. to on ułożył listę posłów). Jego pomysł został jednak ostro skrytykowany przez Rydza-Śmigłego, który przekazał mu to w kilkuzdaniowym liście. Jak pisał Janusz Jędrzejewicz, zrobił to
w formie najsuchszej, bez żadnych motywacji, Śmigły pisał, że nie widzi żadnej potrzeby powstania takiej organizacji. I nic ponadto. Czytałem ten list głęboko wstrząśnięty, już nawet nie jego treścią, ale zupełnie niedopuszczalną w swej brutalności formą.
24 maja 1936 na XIII Zjeździe Związku Legionistów Polskich, Sławek przestał być prezesem tej organizacji. Za sprawą Rydza-Śmigłego, zastąpił go na tym stanowisku płk Adam Koc. W czerwcu Sławek został prezesem Instytutu Badania Historii Najnowszej im. Józefa Piłsudskiego. Nominacja ta miała charakter wyłącznie honorowy, dzięki niej planowano odseparowanie go od życia politycznego.
11 listopada 1936 Edward Śmigły-Rydz został awansowany przez prezydenta Mościckiego na marszałka Polski. Zarówno sam Sławek, jak i niemal cała „grupa pułkowników” przyjęła to z niesmakiem. Część z nich nie przyjęła zaproszenia na uroczystość wręczenia buławy marszałkowskiej Śmigłemu. Sam Sławek pojawił się na niej, aby nie stwarzać zadrażnień, ale uznał datę mianowania nowego marszałka za najsmutniejszy dzień w moim życiu . Nie mógł się z tym pogodzić, ponieważ uważał (jak wielu innych piłsudczyków), że godność ta należała się jedynie Józefowi Piłsudskiemu. Kolejnym ciosem było dla niego powstanie Obozu Zjednoczenia Narodowego. Ponadto twierdził, iż OZN był tworem dążącym do totalitaryzmu, mającym zapewnić Śmigłemu-Rydzowi pełnię władzy dyktatorskiej. Po odczytaniu w Sejmie deklaracji programowej organizacji, Sławek m.in. wraz z Bohdanem Podoskim i Tadeuszem Schaetzelem, demonstracyjnie wstrzymał się od oklasków.
22 czerwca 1938, tuż po śmierci Stanisława Cara, Sławek został marszałkiem Sejmu (kontrkandydatem był Julian Nowak), głosowało na niego wielu sanacyjnych posłów, którzy chcieli w ten sposób wyrazić swój sprzeciw wobec sposobu traktowania go przez Rydza-Śmigłego i Mościckiego. Otrzymał 114 na 144 ważne głosy, a jego kontrkandydatem był wysunięty przez OZN Julian Nowak. Izba została jednak rozwiązana przez prezydenta 18 września. W wyborach parlamentarnych 6 listopada 1938 bez powodzenia kandydował do Sejmu RP V kadencji z okręgu wyborczego nr 5 w Warszawie, uzyskując 16 457 głosów. W wyborach Sławek stał się obiektem ataków ze strony osób, z którymi niegdyś współpracował. Stanisław Giza, pracownik naukowy Instytutu Józefa Piłsudskiego wspominał:
Mieszkając w śródmieściu Warszawy znajdowałem przed wyborami w swojej skrzynce pocztowej ulotki, zawierające tylko jedno zdanie: „Nie głosuj na Sławka”.
Sławkowi nie udało się zdobyć mandatu poselskiego, podobnie jak i innym byłym członkom „grupy pułkowników”: Kazimierzowi Świtalskiemu, Januszowi Jędrzejewiczowi i Ignacemu Matuszewskiemu.

## Śmierć

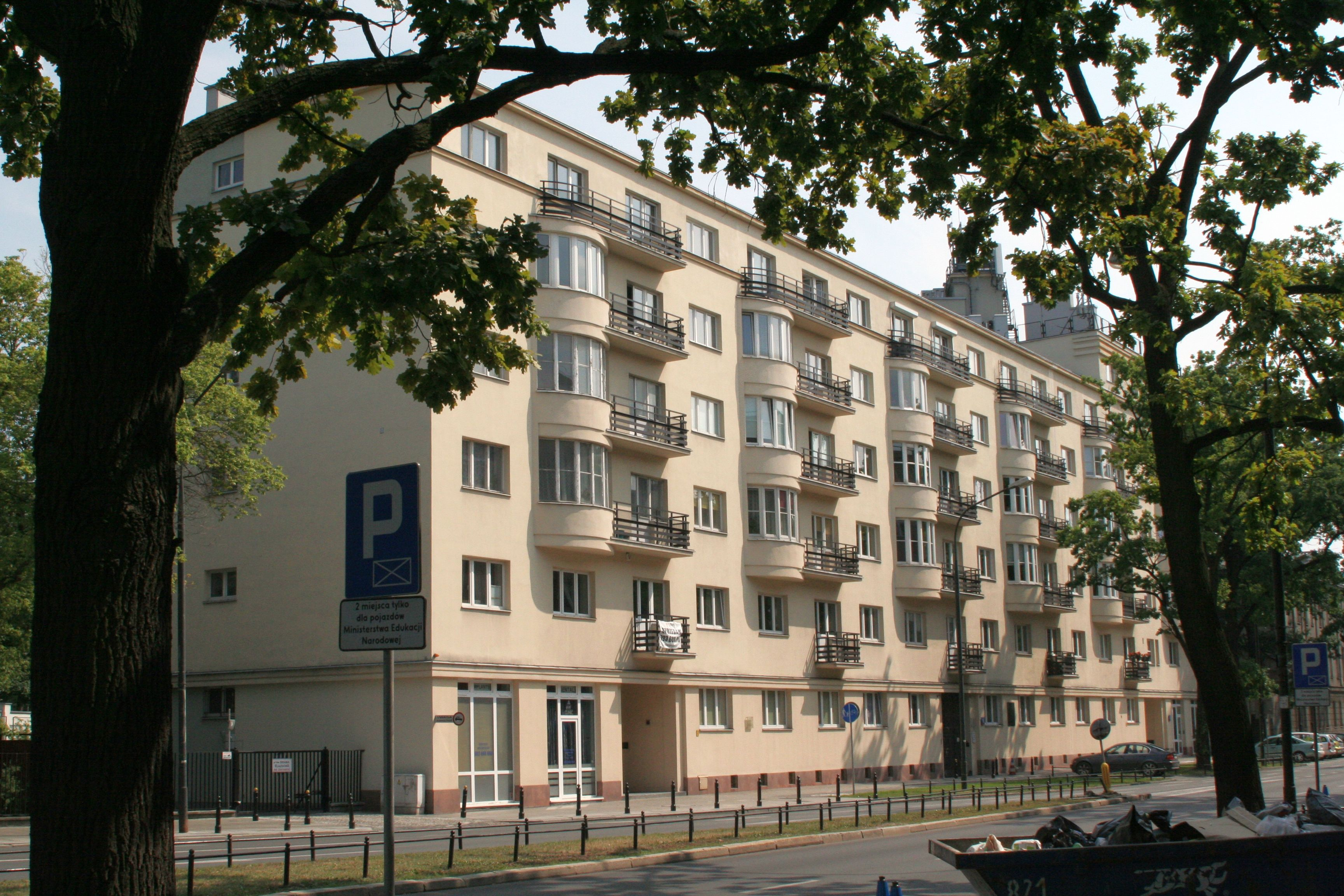
„Dom generalski” przy Alei Szucha 16, w którym Walery Sławek popełnił samobójstwo

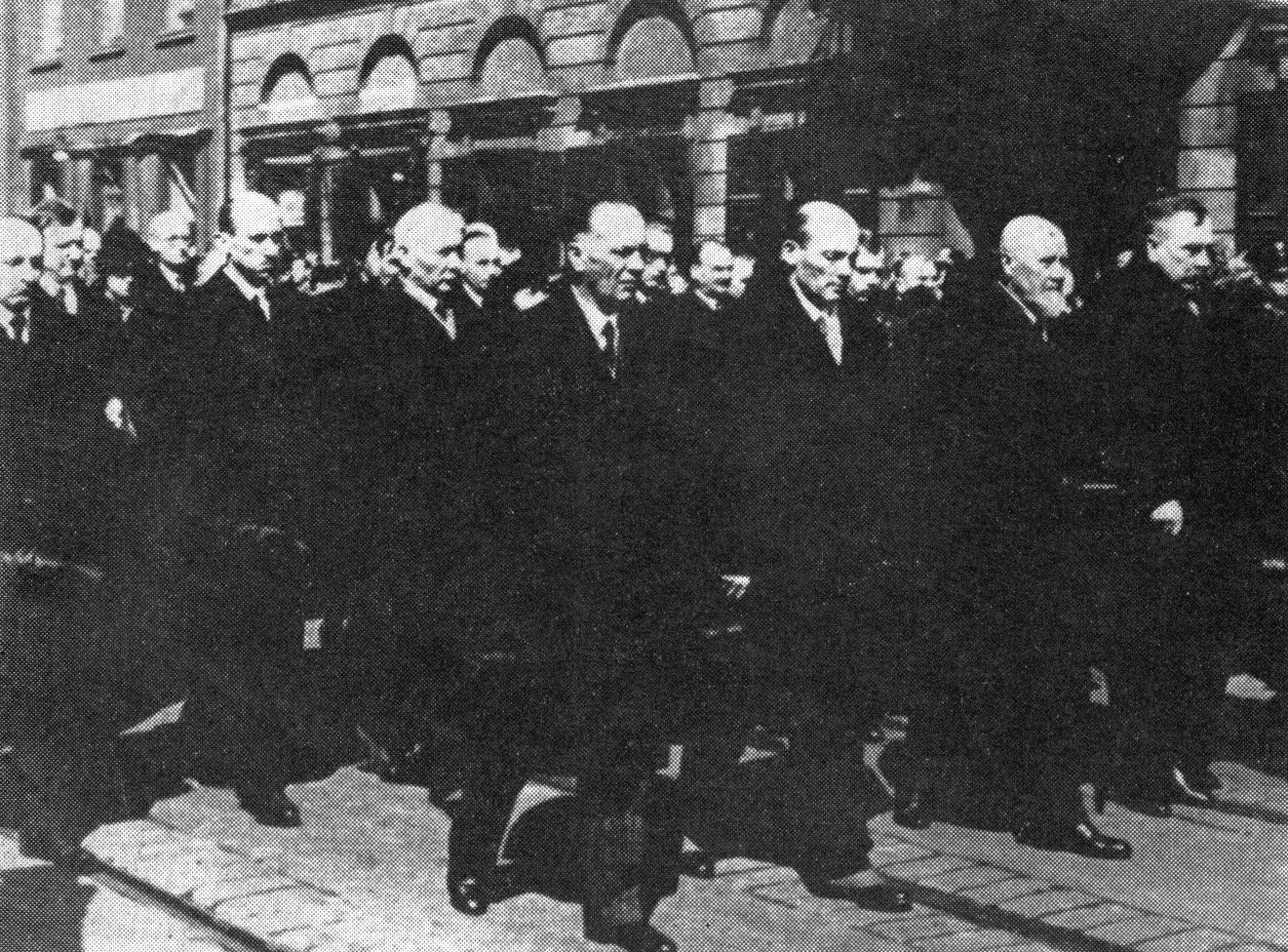
Pogrzeb Sławka. W pierwszym rzędzie m.in. Kazimierz Świtalski, Janusz Jędrzejewicz, Aleksander Prystor i Jędrzej Moraczewski

W niedzielę 2 kwietnia 1939 o 20:45 (godzina śmierci Piłsudskiego) strzelił sobie w usta w swym warszawskim mieszkaniu przy al. Jana Chrystiana Szucha 16. Tuż przed próbą samobójczą Sławek napisał list pożegnalny, w którym informował:
Odbieram sobie życie. Nikogo proszę nie winić. 2/IV. 1939. W. Sławek.
Z dopiskiem:
Spaliłem papiery o charakterze prywatnym, a także wręczone mi w zaufaniu. Jeśli nie wszystkie, to proszę pokrzywdzonych o wybaczenie. Bóg Wszystkowidzący może mi wybaczy moje grzechy i ten ostatni.
Ponadto Sławek pozostawił także list zaadresowany do prezydenta Mościckiego. Jego treść nigdy nie została ujawniona.
Kula nie przebiła jednak czaszki i utkwiła w podniebieniu. Sławka przewieziono do 1. Szpitala Okręgowego im. marszałka Józefa Piłsudskiego (szpitala wojskowego), gdzie trafił do Instytutu Chirurgii Urazowej. Tam stwierdzono, że strzał został oddany z ukosa, a sama broń (pistolet Browning) była stara, co sprawiło, iż kula nie przebiła podniebienia. Pacjent przeszedł transfuzję krwi, po czym poddano go dwugodzinnej operacji. Jego stan chwilowo się poprawił ok. godziny 4 nad ranem 3 kwietnia, ale tego samego dnia o 6:45 Walery Sławek zmarł nie odzyskawszy przytomności.
Po śmierci ciało Walerego Sławka zostało wystawione w jego mieszkaniu aż do pogrzebu; w tym czasie hołd oddawali mu towarzysze broni, współpracownicy i społeczeństwo. 5 kwietnia, po nabożeństwie żałobnym w kościele garnizonowym, został pochowany na Cmentarzu Wojskowym na Powązkach w Warszawie. W pogrzebie brał udział Edward Śmigły-Rydz, który przybył tuż przed rozpoczęciem nabożeństwa. Gdy trumnę zdejmowano z katafalku, najbliżsi przyjaciele Sławka otoczyli trumnę, nie dopuszczając do niej marszałka Polski, którego obwiniali o śmierć byłego premiera. Na lawetę trumnę przenieśli m.in. Aleksander Prystor, Janusz Jędrzejewicz, Michał Tadeusz Brzęk-Osiński i gen. Lucjan Żeligowski. Pogrzeb Sławka stał się manifestacją piłsudczyków przeciwnych OZN. Na jego trumnie złożono wieńce m.in. z następującymi napisami: „Waleremu Sławkowi – przyjaciele z PPS”, „Przyjacielowi Rodziny – Aleksandra Piłsudska”, „Ukochanemu chrzestnemu ojcu – Jadwinia Piłsudska”.
W dniu 23 maja 1939 Sejm RP V kadencji na posiedzeniu plenarnym złożył hołd Waleremu Sławkowi.

### Grób pułkownika

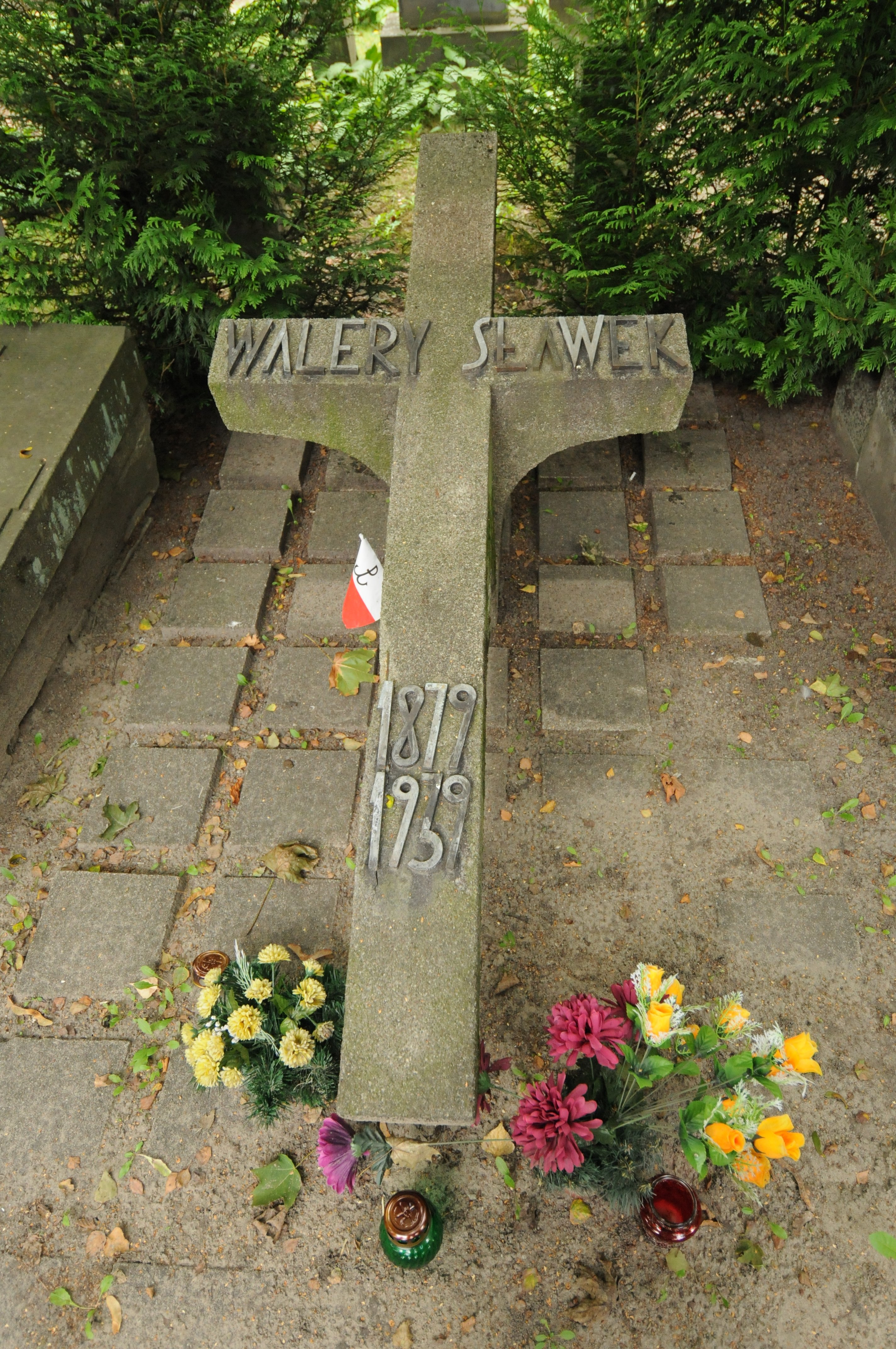
Grób Sławka na Cmentarzu Wojskowym na Powązkach w Warszawie, 2009

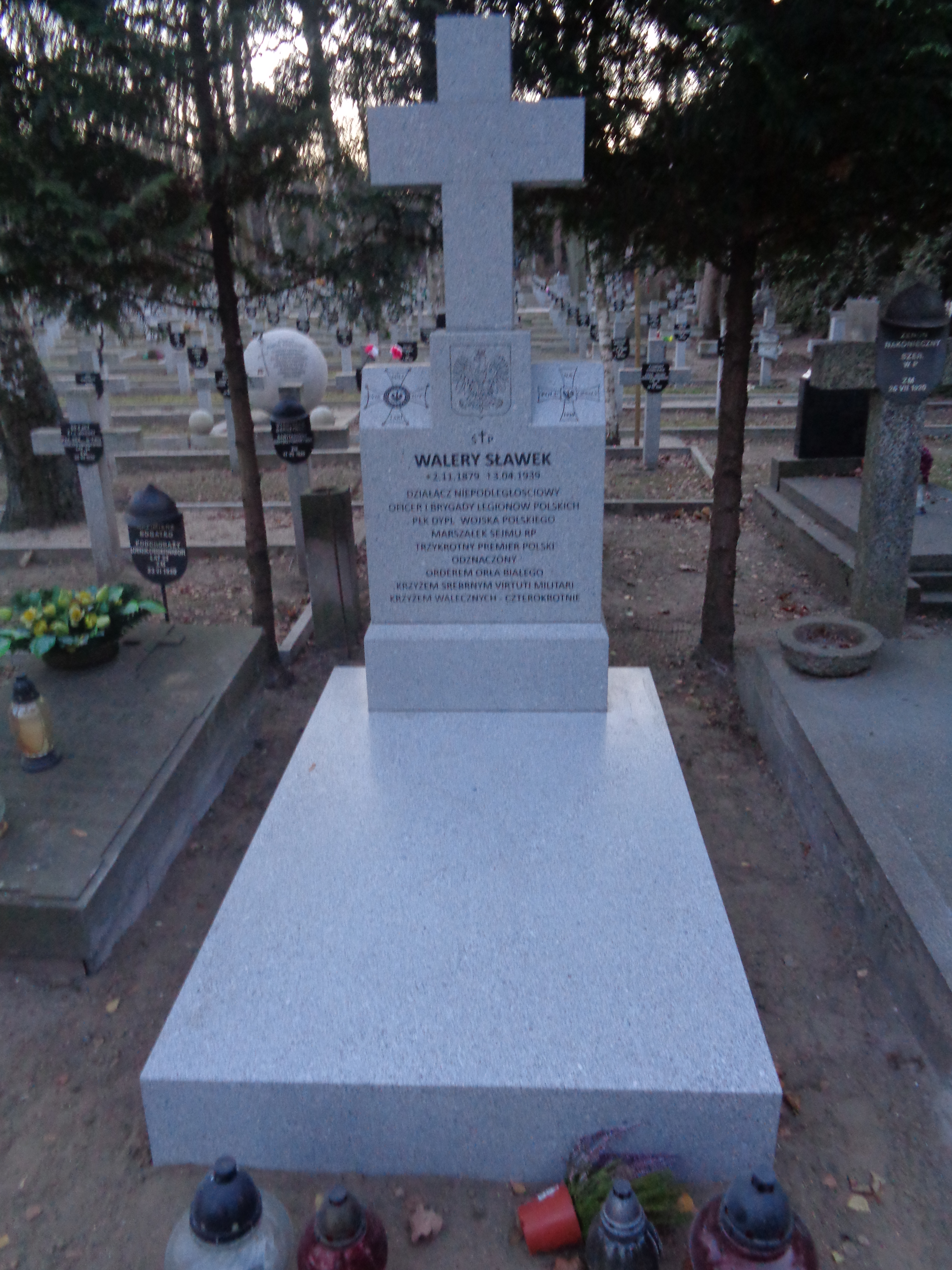
Grób Sławka na Cmentarzu Wojskowym na Powązkach w Warszawie, 2018

Do 1964 ciało Sławka spoczywało w Alei Zasłużonych. 17 października 1964, na podstawie art. 15 ust. 1 i 3 Ustawy z dnia 31 stycznia 1959 r. o cmentarzach i chowaniu zmarłych (Dz.U. z 1959 r. nr 11, poz. 62), ciało zostało poddane ekshumacji i przeniesione na kwaterę żołnierzy wojny polsko-bolszewickiej. Nie powiadomiono o tym rodziny ani przyjaciół zmarłego. Decyzję o ekshumacji wydał inż. Krzysztof Eisler.
W 1965 przyjaciele zmarłego podjęli decyzję o postawieniu kamiennego nagrobka. W trakcie zmiany miejsca mogiły okazało się, że prowizoryczny krzyż drewniany spróchniał i popękał. Osobą odpowiedzialną za zbieranie funduszy był Wacław Jędrzejewicz. Postanowiono, że nie należy tworzyć specjalnego komitetu, lecz raczej zwrócić się do ograniczonej liczby osób z prośbą o przyczynienie się w dziele trwałego zabezpieczenia jego mogiły. W piśmie skierowanym do przyjaciół znalazły się następujące słowa:
Grono przyjaciół płka Sławka w Warszawie przystępuje, za zgodą Jego rodziny, do postawienia kamiennego nagrobka, który na trwałe zabezpieczył grób niezłomnego bojownika o Niepodległość Polski i Jej Męża Stanu. Zwrócono się w tej sprawie do nas z prośbą o dopomożenie w zebraniu sumy potrzebnej na koszta budowy nagrobka. Wyniosą one zapewne paręset dolarów, zależnie od przyjęcia ostatecznego projektu, który obecnie jest opracowywany w Warszawie. Zezwolenie władz administracyjnych na postawienie nagrobka otrzymano.
Komunikat o zbieraniu funduszy na kamienny nagrobek nie został opublikowany w prasie. W trakcie przeprowadzonej zbiórki udało się zebrać 447 dolarów. Wśród ofiarodawców znaleźli się m.in.: gen. Tadeusz Kasprzycki, gen. Wacław Stachiewicz, Adam Koc, Zofia Rajchman, Andrzej Beck oraz organizacje: Związek Miłośników Wilna, Liga Niepodległości w Chicago czy Koło byłych żołnierzy 5 Dywizji Kresowej w Chicago. Zebrane pieniądze zostały wysłane do Warszawy na ręce Dionizy Wyszyńskiej.
Obecnie szczątki Walerego Sławka znajdują się w kwaterze A 11-1-5. Natomiast stary grób mieszczący się w Alei Zasłużonych jest pusty. Pusty grób płk. Sławka znajduje się w centralnym miejscu Alei Zasłużonych za grobem gen. Karola Świerczewskiego w jednym rzędzie z miejscem pochówku Władysława Gomułki .

### Spekulacje
Według Aleksandry Piłsudskiej życzeniem Marszałka było, aby Walery Sławek został jego następcą i w 1940 prezydent Mościcki po upływie drugiej kadencji miał wskazać go jako swojego następcę na urzędzie. Żona Marszałka w drugiej połowie lat 30. znała kobietę podającą się za narzeczoną Sławka, która miała zostać pierwszą damą RP.
Dariusz Baliszewski zwraca uwagę na, jego zdaniem zagadkowe, okoliczności śmierci Sławka, powątpiewając, czy rzeczywiście było to samobójstwo. Podkreśla fakt, że tuż przed próbą samobójczą były premier spalił w swoim mieszkaniu cały szereg swoich zapisków i urzędowych dokumentów. Baliszewski przytacza także relację żony Feliksa Perla, Teresy Perlowej, która przekazała dr Stanisławowi Gizie, że Sławek planował dokonanie zamachu stanu. Miał on nawiązać kontakt m.in. z Tomaszem Arciszewskim i Kazimierzem Pużakiem, wspólnie planując obalenie rządu Sławoja-Składkowskiego. O sprawie dowiedział się jednak marszałek Śmigły-Rydz, który polecił dowódcy Oddziału II Sztabu Generalnego, płk Józefowi Smoleńskiemu, aresztować Walerego Sławka. Marszałek miał planować oskarżenie go o zdradę stanu i wytoczenie pokazowego procesu. Rzekomo ostrzeżony telefonicznie Sławek popełnił samobójstwo tuż przed aresztowaniem.
Jak przyznaje sam Baliszewski, opowieść ta nie jest poparta żadnymi dowodami. Została zanegowana przez płk Smoleńskiego. Przytacza jednak również relację posłów Józefa Ostafina i Edwina Wagnera, którzy w marcu 1939 mieli brać udział w spotkaniu w podziemiach Banku Gospodarstwa Krajowego w Warszawie. Dowiedzieli się oni tam rzekomo o planach przewrotu, mającego wynieść do władzy (na stanowisko prezydenta) Walerego Sławka. Obaj posłowie mieli donieść o tym kapelanowi prezydenta Mościckiego. To rzekomo doprowadziło do przeprowadzenia rewizji w mieszkaniu byłego premiera i stało się powodem jego samobójstwa. Trzecią przywoływaną przez Baliszewskiego relacją jest opowieść sędziego Ignacego Wielgusa, który podczas rozmowy z gen. Marianem Kukielem i Stanisławem Hallerem miał dowiedzieć się o planach przewrotu, dzięki któremu prezydentem miał zostać Sławek, premierem – Leon Kozłowski, a ministrem spraw wewnętrznych – Kazimierz Pużak. Gen. Kazimierz Sosnkowski miał wówczas przekonywać Sławka o konieczności otrucia Mościckiego i zawarcia porozumienia z Niemcami.
Jak przyznaje sam Baliszewski:
Słabością tych hipotez jest to, że nie dają się zweryfikować w świetle dostępnych dokumentów. Historyk może jedynie odnotować fakt, że trzy niezależne relacje zgodnie przywołują fakt nieznanego spisku, przygotowywanego w pierwszych miesiącach 1939 roku, w który tak czy inaczej wmieszany był Walery Sławek. Co ciekawsze, hipoteza zamachu znajduje dzisiaj zupełnie nieoczekiwane potwierdzenie. Jak wynika bowiem z relacji mecenasa Bolesława Nawrockiego, kolejnej już w tej sprawie, wykonawcy testamentu żony prezydenta Marii Mościckiej – ona sama informowała go o próbie zamachu na Ignacego Mościckiego, dokonanej w pierwszych miesiącach 1939 roku. Według jej wiedzy prezydent był przekonany, że za zamachem tym stał Walery Sławek.

## Kontrowersje

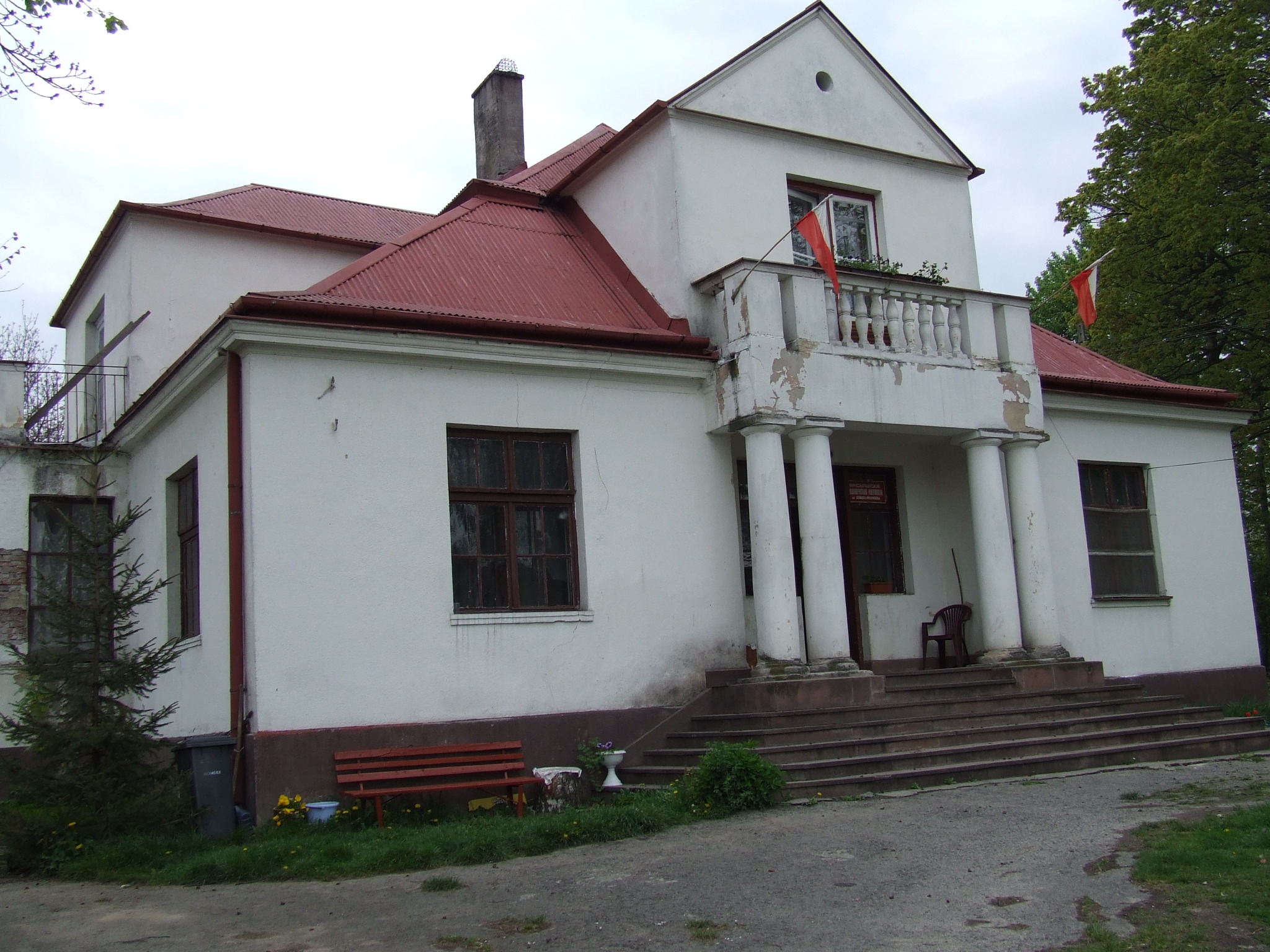
Willa Walerego Sławka w Janowiczkach

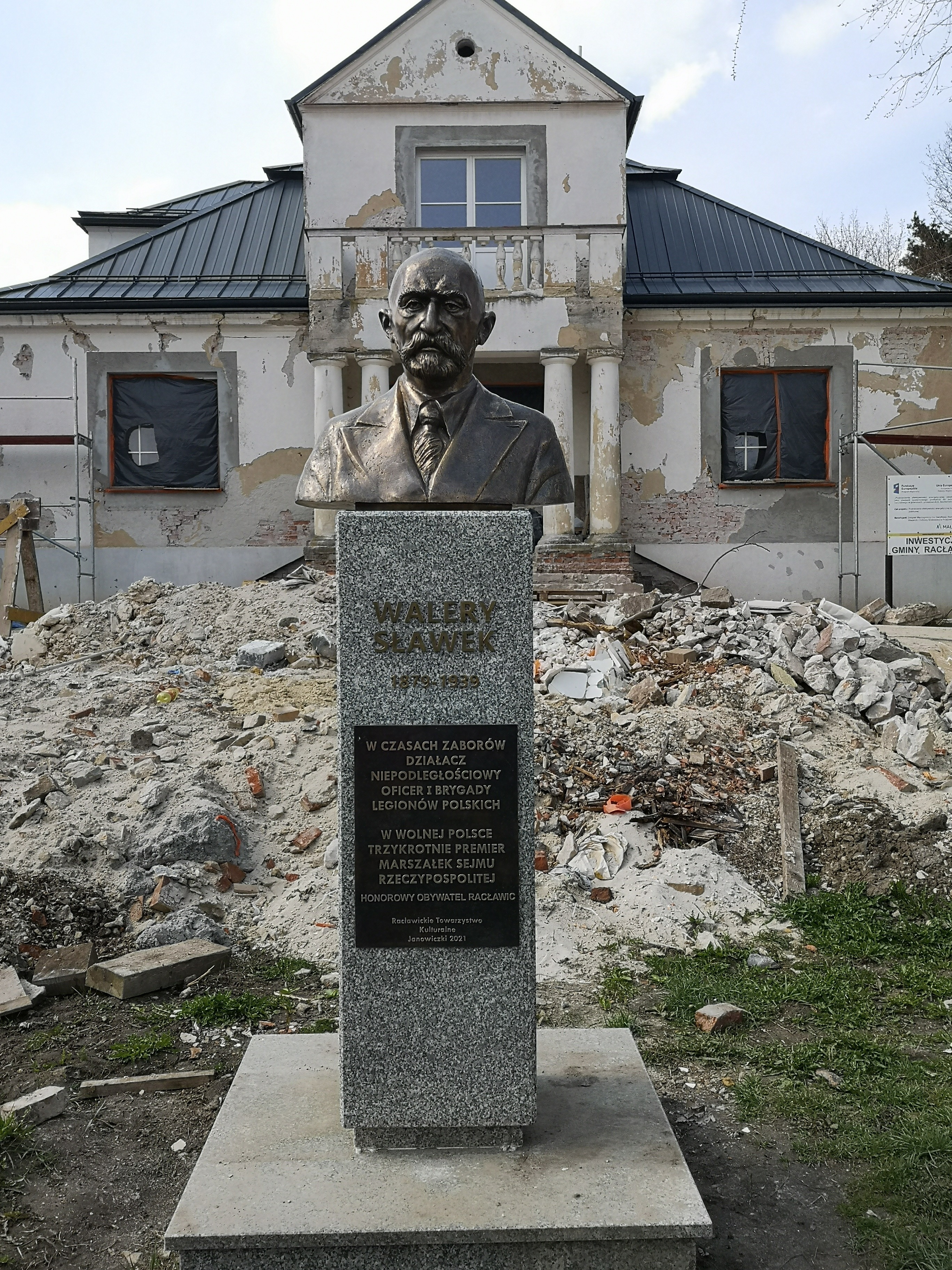
Pomnik Walerego Sławka w Janowiczkach

Walery Sławek był postacią kontrowersyjną. Przez piłsudczyków postrzegany był jako wielki patriota i osoba poświęcona bez reszty na rzecz działalności państwowej. Przeciwnicy sanacji podkreślali jego antydemokratyczne poglądy, niechęć wobec działalności partii politycznych i fanatyczne oddanie Piłsudskiemu.
Zarzutem wobec Sławka była jego współpraca z wywiadem austro-węgierskim (HK-Stelle), nawiązana w 1909 roku. Ryszard Świętek pisze, że powstała wówczas tajna organizacja pod kryptonimem „Konfident (R)”, którą kierowali Piłsudski, Sławek i Jodko-Narkiewicz. Miała ona dostarczać informacje na temat rosyjskich planów na wypadek wybuchu wojny. Pogłoski o dalszym pozostawaniu na usługach obcego wywiadu tak Piłsudskiego, jak i Sławka, były rozsiewane przez ich politycznych wrogów także w późniejszych latach.
Zwolennicy endecji oskarżali również Sławka m.in. o udział w rzekomym uwięzieniu, poddaniu torturom i zamordowaniu jednego z przeciwników marszałka Piłsudskiego, generała Włodzimierza Zagórskiego, byłego kadrowego oficera HK-Stelle .
Jacek Czajowski i Jacek M. Majchrowski piszą na temat oceny Sławka:
Wśród publicystów i historyków okresu międzywojennego spotyka się opinie, które kontrowersyjność ocen doprowadzają niemal do granic sprzeczności: widzą w jego sylwetce „rycerza bez skazy”, oddanego sprawie polskiej, bądź bezwzględnego, bezkrytycznego realizatora egoistycznych celów swojej grupy politycznej, „stupajkę” i sprawnego egzekutora wąskich interesów grupowych. Zapewne obie oceny nie są w pełni prawdziwe. Walery Sławek, zarówno jako człowiek, jak i działacz polityczny, łączył w sobie wiele sprzeczności. Zapewne też obie cechy z różnym nasileniem występowały w różnych okresach jego życia i działalności, gdy przechodził ewolucję ideową pod wpływem rozwoju wydarzeń, własnych przemyśleń i doświadczeń czy ewolucji własnego obozu.

## Ordery i odznaczenia
- Order Orła Białego (1935)[62]
- Krzyż Srebrny Orderu Wojskowego Virtuti Militari nr 357 – 19 września 1922[63][64]
- Krzyż Niepodległości z Mieczami (1930)[65]
- Krzyż Walecznych – czterokrotnie
- Odznaka Pamiątkowa Generalnego Inspektora Sił Zbrojnych – 12 maja 1936
- Order Świętych Maurycego i Łazarza (Włochy)[66]
- Order Zbawiciela (Grecja)[66]
- Order Korony (Jugosławia)[66]
- Order Karola III (Hiszpania)[66]
- Order Krzyża Orła I klasy (Estonia, 1934)[67]